# Ústava Spojených států amerických
Ústava Spojených států amerických (anglicky Constitution of the United States of America) je základní zákon Spojených států amerických. Je základním rámcem pro organizaci moci ve Spojených státech a pro vztah mezi jednotlivými složkami moci, občany a všemi lidmi na území Spojených států.
Ústava Spojených států amerických (dále jen Ústava) stanovuje republikánské zřízení se třemi pilíři státní moci: mocí zákonodárnou, představovanou dvoukomorovým Kongresem, mocí výkonnou, jejímž hlavním představitelem je prezident, a mocí soudní, na jejímž vrcholu stojí Nejvyšší soud, a také specifikuje dosah a povinnosti každé ze jmenovaných složek moci.
První americkou ústavou byly tzv. Články Konfederace a trvalé unie, které však dávaly centrální vládě jen velmi omezenou moc. Jimi ustanovený Kontinentální kongres trpěl trvale nedostatkem financí, což prakticky znemožňovalo jeho akceschopnost. Nová ústava, jejímž hlavním účelem bylo umožnit vytvoření silnější centrální vlády, byla přijata 17. září 1787 na ústavním konventu ve Filadelfii v Pensylvánii a „ve jménu lidu“ ratifikována konventy v každém státě. K Ústavě bylo dosud přijato celkem 27 dodatků, z nichž prvních deset je známo jako tzv. Listina práv. Způsob, jakým je Ústava včetně svých dodatků chápána, do velké míry závisí nejen na jejím textu samotném, ale také na rozhodnutích Nejvyššího soudu učiněných v soudních sporech týkajících se jejích ustanovení. Nejvyšší soud má také pravomoc přezkoumávat a případně i rušit federální zákony či zákony jednotlivých států, pokud je shledá neústavními.
Ústava Spojených států amerických je považována za nejstarší stále platnou psanou ústavu na světě. Je ústředním bodem amerického práva a americké politické kultury. Originál, který perem napsal písař Jacob Shallus, je vystaven v budově National Archives and Records Administration ve Washingtonu.

## Historie

### Období první ústavy

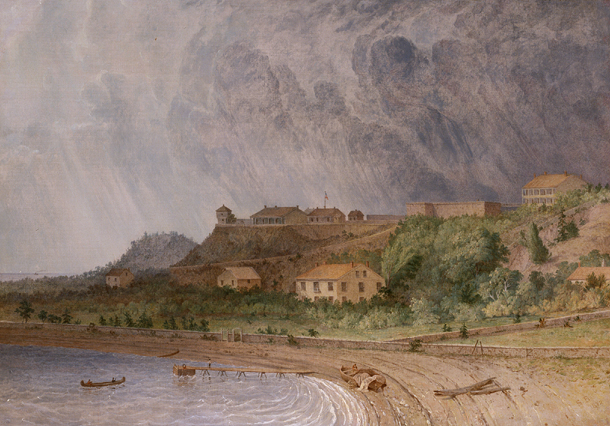
Britské síly obchodovaly na nezávislém území Spojených států se spřátelenými domorodými kmeny.
Zde původně britská pevnost Fort Mackinac u Huronského jezera v Michiganu.

První ústavou Spojených států byly tzv. Články Konfederace a trvalé unie (dále jen Články Konfederace). Hlavním problémem, kterému v tomto období Spojené státy čelily, byl nedostatek financí.
Tzv. Kontinentální kongres sice mohl peníze tisknout, ovšem tato improvizovaná měna se velmi brzy zhroutila a roztočila se inflace. Kontinentální kongres na základě Článků Konfederace požadoval platby od jednotlivých států, ovšem žádný z nich neplatil v plné výši – např. Georgie neplatila vůbec. Několik států platilo do federální pokladny částku rovnou úroku národního dluhu vůči jeho občanům, ale nic víc. Nikdo nevydával peníze, aby mohl být splácen úrok z dluhu vůči zahraničním vládám.

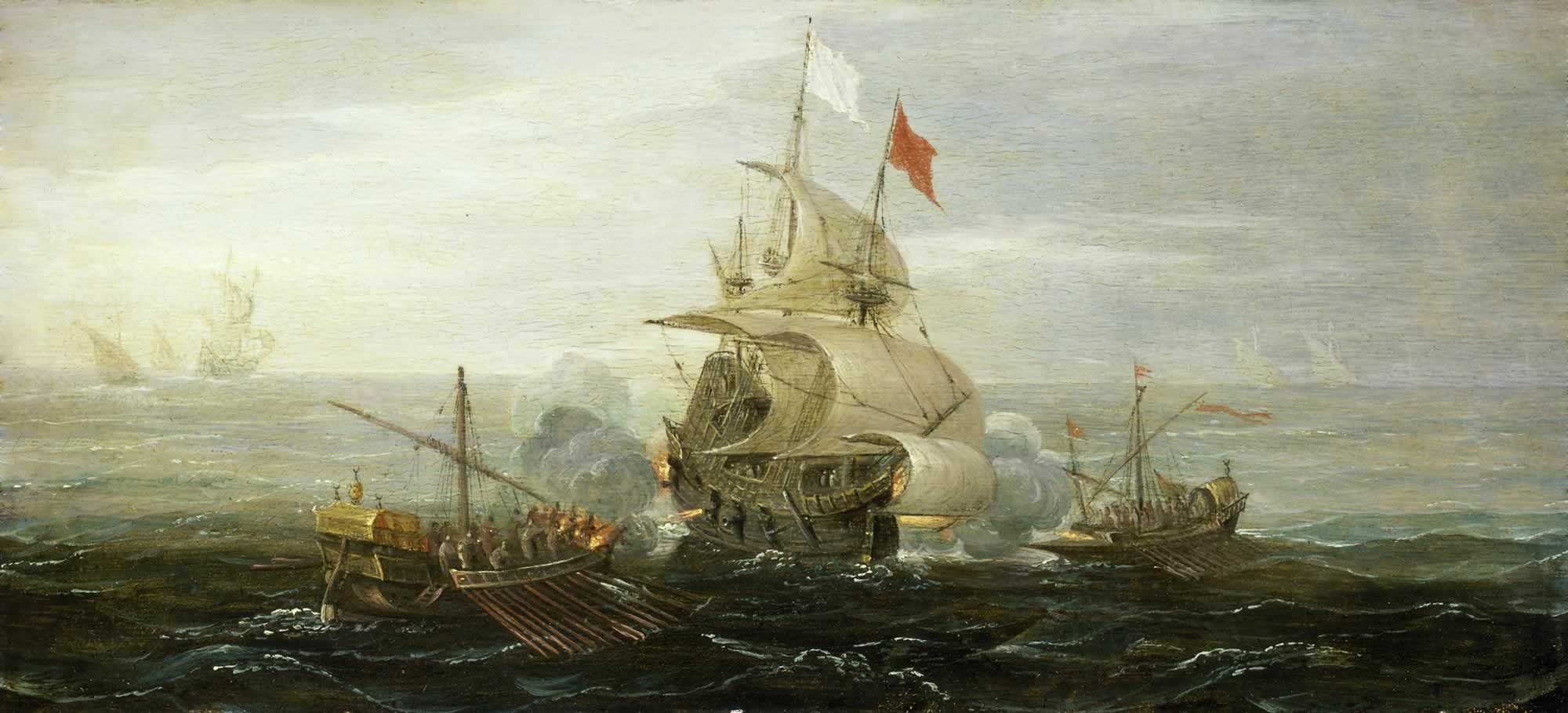
Aert Anthonisz: Francouzská loď a berberští piráti.
Francie platila pirátům výkupné, Spojené státy omezené Články Konfederace však nemohly, takže ztrácely lodě i s nákladem a jejich posádky byly zotročovány.

Většina oddílů americké armády, která čítala 625 mužů, byla nasazena proti britským pevnostem na americké půdě. Tito vojáci nebyli placeni, v důsledku čehož někteří dezertovali a ostatní hrozili vzpourou. Španělsko v této době uzavřelo přístav New Orleans americkému obchodu a protesty amerických představitelů se míjely účinkem. Berberští piráti začali zajímat americké obchodní lodě, jenže Kontinentální kongres nedisponoval žádnými finančními prostředky, aby je mohl nechat vykoupit. Státy jako New York a Jižní Karolína přestupovaly mírovou dohodu s Británií a pronásledovaly loyalisty za jejich činnost během války za nezávislost v letech 1775–1783. Spojené státy však již neměly žádné rezervy, pokud by situace vyústila v další vojenskou krizi. V Massachusetts propuklo tzv. Shaysovo povstání, ovšem Kongres neměl žádné peníze; generál Benjamin Lincoln musel uspořádat sbírku mezi bostonskými obchodníky, aby mohl zaplatit dobrovolnické armádě.
Kontinentální kongres byl paralyzován. Nemohl dělat nic významného, aniž by se sešly delegace devíti států, což se podařilo jen zřídka, a navíc některé legislativní záležitosti vyžadovaly všech třináct. Když už se sešly delegace devíti států, nemohly se počítat hlasy těch států, které byly zastoupeny jen jedním delegátem. Pokud se některá z delegací neshodla a názory uvnitř této delegace se rovnoměrně rozdělily, byla tato skutečnost náležitě zaprotokolována, ovšem její hlas se nepočítal do kvóra devíti nutných hlasů. Jednotlivé státy přestupovaly ustanovení Článků Konfederace a uvalovaly embarga, vyjednávaly jednostranně s cizími zeměmi, vydržovaly si armády a vedly války. Články Konfederace nakonec vedly k tomu, že Kongres se de facto přestal pokoušet vládnout.

### Svolání Ústavního konventu
V září roku 1786 se v marylandském přístavu Annapolis setkali zastupitelé pěti států, aby prodiskutovali dodatky k Článkům Konfederace, které by zlepšily možnosti obchodu. Následně pozvali delegáty všech států do Filadelfie, aby tam projednali opatření nezbytná pro vytvoření ústavní federální vlády. Výsledkem debaty bylo, že Kontinentální kongres 21. února 1787 navrhl plán na revizi Článků Konfederace a vyzval všechny státy, aby vyslaly své zástupce na konvent, který měl tuto revizi provést.”
Účast přijalo dvanáct států (bez Rhode Islandu), které vyslaly své zástupce na konvent konaný v květnu 1787. Ačkoliv výzva, kterou byl Filadelfský ústavní konvent svolán, uváděla, že jeho účelem bude navrhnout dodatky k Článkům Konfederace a tyto prodebatovat, již v průběhu června bylo jasné, že místo nich konvent nejspíše navrhne úplně novou ústavu. Konvent si také odhlasoval, že debaty budou tajné, aby se zastupitelé mohli mezi sebou svobodně bavit. Současné znalosti o průběhu navrhování a konstrukce Ústavy Spojených států amerických jsou tak většinou založeny na denících amerického politika Jamese Madisona, který si o průběhu Filadelfského ústavního konventu vedl úplné záznamy.

### Utváření ústavy a její dopady

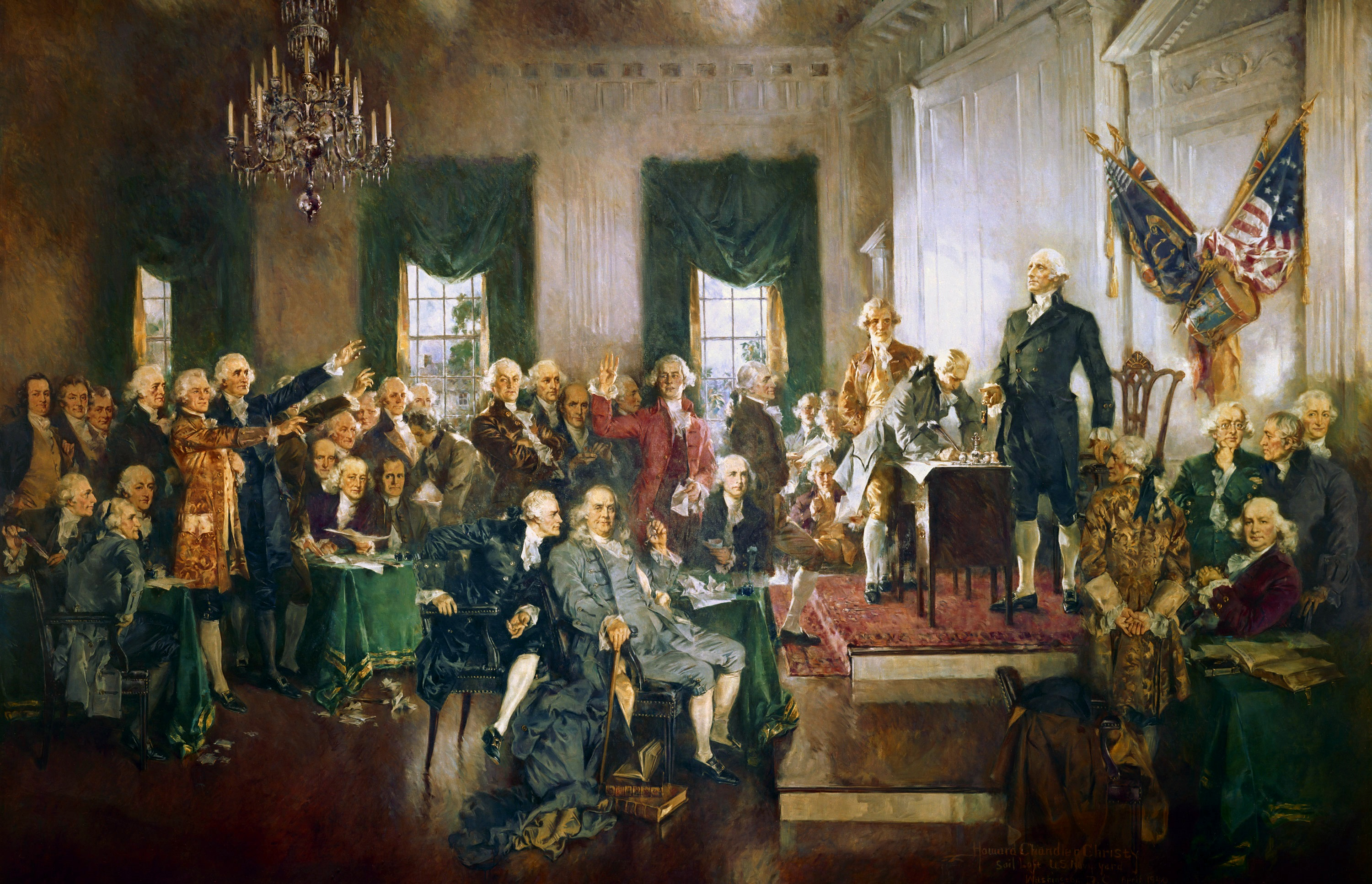
Filadelfskému ústavnímu konventu předsedal George Washington, pozdější prezident Spojených států.

Na Filadelfském ústavním konventu spolu zpočátku soupeřily dvě poměrně odlišné představy o budoucím uspořádání státní moci.
Tzv. Virginský plán navrhoval jako neoficiální agendu konventu zejména James Madison, který je pro svůj významný přínos nazýván „Otcem ústavy“. Tento plán upřednostňoval zájmy větších států, a obsahoval mimo jiné následující ustanovení:
- Dvoukomorový zákonodárný orgán, tvořený Sněmovnou s volenými zástupci a Senátem, sestávajícím ze starších vůdců jmenovaných volenými zákonodárci; jednotlivé státy by byly v obou komorách zastoupeny úměrně počtu svých obyvatel;
- Orgán výkonné moci, jehož představitelé by byli jmenováni zákonodárci;
- Soudci, kterým by byla garantována doživotní služba a blíže neurčené pravomoci;
- Celonárodní zákonodárný orgán by mohl vetovat zákony států.[26][27]

Alternativní návrh, známý jako Newjerseyský plán Williama Pattersona, vycházel vstříc menším státům a obsahoval zejména následující ustanovení:
- Jednokomorový národní orgán zákonodárné moci, do něhož by každý stát vysílal rovný počet zastupitelů;
- Orgán výkonné moci, jeho představitelé by byli jmenováni zákonodárci;
- Soudci jmenovaní představiteli výkonné moci.[26][28]

Tento plán také počítal pouze s přijetím nezbytných dodatků ke Článkům Konfederace místo sepsání zcela nového dokumentu.
Průlom v jednáních nastal díky Rogeru Shermanovi, politikovi z Connecticutu, který navrhl tzv. Connecticutský kompromis, podle nějž Sněmovna zastupovala obyvatelstvo a Senát státy.

#### Dělení moci

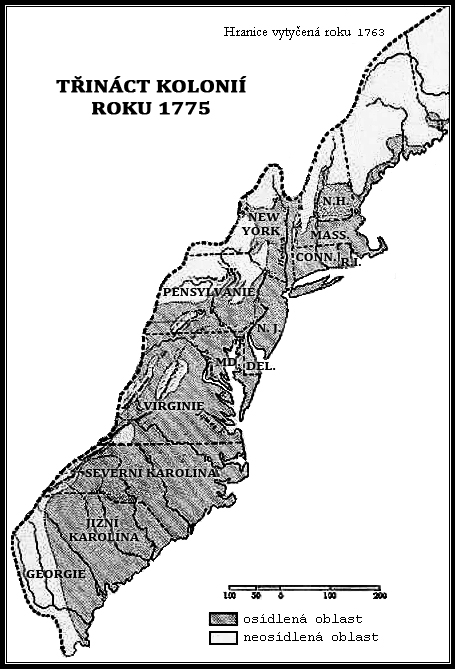
Území 13 amerických kolonií krátce před vyhlášením nezávislosti. O pár let později se toto území ocitlo pod jurisdikcí nové americké ústavy.

Ústavní konvent vytvořil přijetím Ústavy dosud nevyzkoušenou formu vlády. Veškeré předchozí vládní systémy obsahovaly buď centralizovanou vládu anebo konfederaci suverénních států. Americký systém sdílení moci byl v té době unikátní. Jejím zdrojem byly jednotlivé státy a veškeré změny systému záležely také na nich, ovšem federální vláda měla celonárodní dosah.
Aby tvůrci Ústavy naplnili své cíle ohledně stmelení Unie a současně zajištění práv jejích občanů, rozdělili centrální vládu na výkonnou složku, Senát, Sněmovnu a soudní systém. Tento princip byl pak ještě doplněn systémem brzd a protivah (anglicky označovaných souslovím checks and balances), v jehož rámci se tyto složky moci vzájemně kontrolovaly. Například členy kabinetu jmenuje prezident jako představitel výkonné moci, ovšem potřebuje k tomu souhlas nejméně dvou třetin Senátu, nebo prezident může vetovat zákon přijatý Kongresem, který zase může jeho veto dvoutřetinovou většinou přehlasovat. Zároveň však každá z vlád jednotlivých států nadále vykonávala moc ve své sféře a nad svým územím. Konvent nevytvářel pravomoci federální vlády z ničeho, ovšem vyšel z pravomocí Kontinentálního kongresu, které mu přisuzovaly Články Konfederace, týkající se zejména vojenského vedení, obchodu a mezinárodních vztahů. Ústava přidala deset dalších. Polovina z nich byla poměrně nevýznamná a týkala se např. obchodních a výrobních ochranářských opatření. Jedna významná pravomoc však umožňovala Kongresu chránit státy před vnitřní agresí a násilím, tj. proti pouličním bouřím a veřejným nepokojům, ovšem byla podmíněna žádostí daného státu.

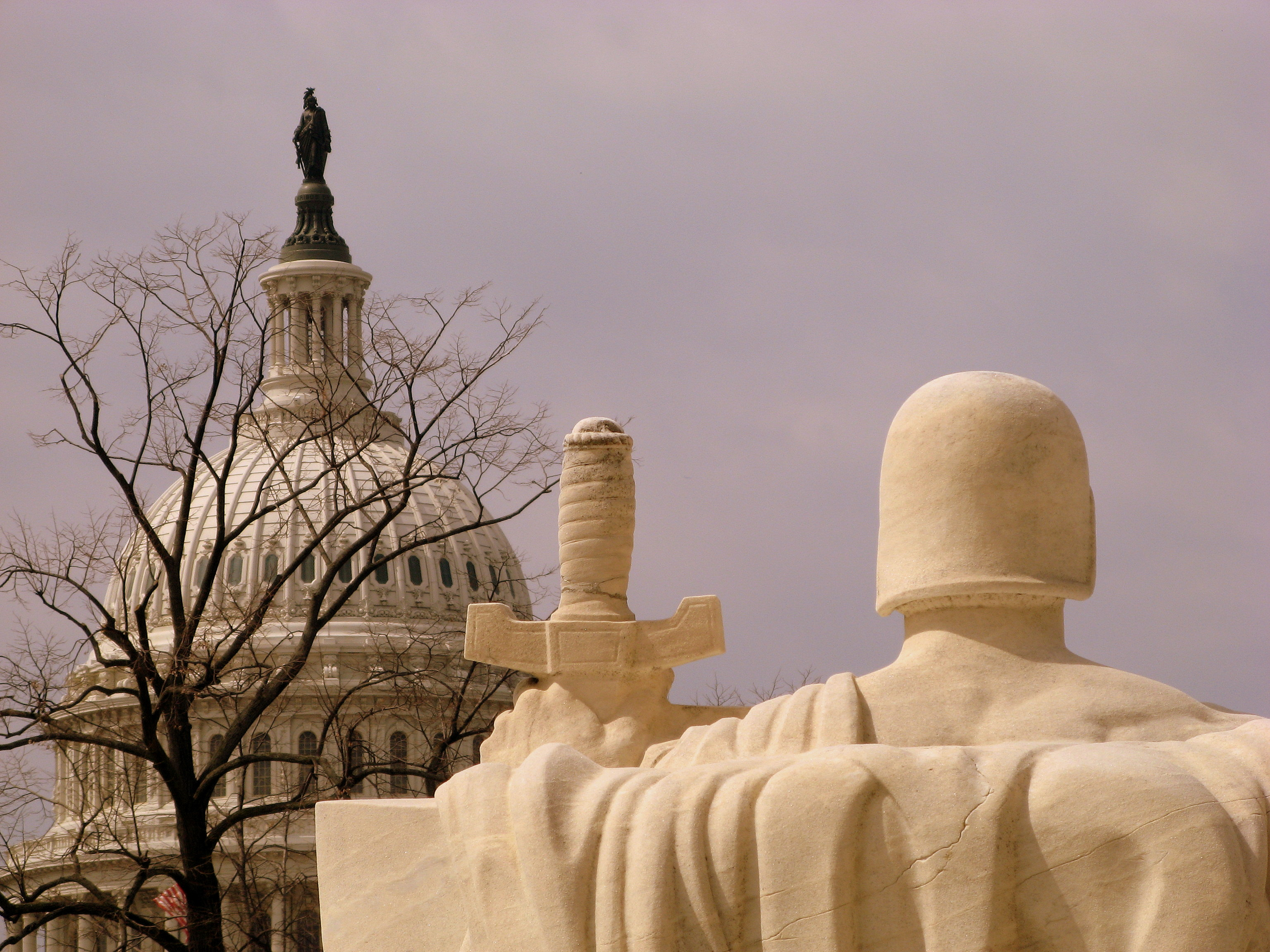
Pohled na Kapitol z Nejvyššího soudu. Nový Kongres měl nad státy větší moc, než mu dříve dávaly Články Konfederace, a Nejvyšší soud mohl na jeho výzvu zrušit zákon kteréhokoliv státu, který by Ústavě odporoval.

Velmi významně byla moc Kongresu posílena pravomocí vypisovat daně, byť byla stanovena určitá omezení, která zakazovala uvalovat daně na vývoz, daně z hlavy či vyžadování některých dovozních povinností. Jednotlivé státy byly zbaveny možnosti uvalovat daně na dovoz, což byly v té době nejvýnosnější příjmy. A pro Kongres nebyla stanovena žádná další omezení týkající se ekonomických pravomocí. Mohl například zavádět ochranná cla. Kongres potlačil moc států stanovením pravidel jejich vzájemného obchodu, takže Spojené státy se staly největší oblastí volného obchodu na světě.
Ústava znatelně zvýšila pravomoci Kongresu, co se týká organizace a vyzbrojování ozbrojených sil státu, jejich využití k prosazení svých zákonů, potlačení povstání a odražení případné invaze. Druhý dodatek Ústavy však vzápětí zajistil, že Kongres nesmí svou moc využít k odzbrojení ozbrojených složek jednotlivých států. Asi nejvágněji definovanou pravomocí Kongresu pak bylo pověření vydávat zákony nutné k naplňování pravomocí, které tato Ústava propůjčila vládě Spojených států.
Kromě tohoto rozšíření moci Kongresu Ústava také federální moc, stejně jako moc států, v některých ohledech omezovala. Některá omezení federální vlády se týkala majetkových práv, jako vlastnictví otroků, daní či vyvlastňování, jiná měla chránit některé svobody, jako například zákaz právní retroaktivity nebo podmiňování výkonu veřejné funkce náboženským vyznáním. Pro státy zase platil kromě výše uvedeného zákazu uvalování daní na dovoz také např. zákaz uzavírat smlouvy a spojenectví se zahraničními mocnostmi i mezi sebou navzájem. Tato omezení státní moci představovala pro vládu nový a kvalitativně odlišný typ závazku. V dosavadních ústavách jednotlivých států lid nepředával vládě přesně vyjmenované pravomoci. Místo toho zvolení zástupci lidu měli všechna práva a pravomoci, která nebyla výslovně vyhrazena samotným lidem.
Ve světle některých tehdejších případů zneužití státní moci zahrnuli tvůrci Ústavy do tohoto dokumentu řadu ustanovení, které tomu měly bránit, a tak chránit majetková práva občanů. Patří sem mj. výše uvedené ustanovení zakazující přijímání zákonů se zpětnou působností, ale také zákonů, jejichž obsahem by byl soudní rozsudek. Aby předešli zneužití moci jednotlivými státy, hledali autoři Ústavy také nějaký způsob, jak v případě potřeby revidovat či vetovat jejich zákony, pokud by byly na škodu celonárodním zájmům nebo byly v rozporu s občanskými právy. Návrhy, aby právo veta měl v těchto případech Kongres, byly nakonec zamítnuty a s odůvodněním, že Ústava je nejvyšším zákonem země, dostal právo přezkumu zákonů států Nejvyšší soud.
Spojené státy americké zabíraly již v té době tak velké území, že jednolitá vláda nebyla považována za vhodnou. Nejrůznější pravomoci byly rozděleny nejen mezi různé složky federální moci, ale také třináct republikánských státních vlád. Namísto původního záměru doplnění původních Článků Konfederace nakonec delegáti konventu vypracovali dokument, který se od nich v zásadních otázkách zcela lišil, jak vyplývá z následující srovnávací tabulky:
| Články Konfederace a trvalé unie                                                                 | Ústava Spojených států amerických |
| ------------------------------------------------------------------------------------------------ | --- |
| Každý stát měl v Kongresu jeden hlas bez ohledu na svou velikost či počet obyvatel.              | Zastoupení ve Sněmovně reprezentantů bylo založeno na počtu obyvatel, zatímco v Senátu bylo stanoveno rovné zastoupení.                                                                                                |
| Kongres neměl žádné právo určovat daňové povinnosti.                                             | Kongres byl obdařen pravomocí vypisovat a vybírat daně. |
| Kongres neměl žádnou pravomoc jak ovlivnit zahraniční obchod nebo obchod mezi státy konfederace. | Kongres obdržel pravomoci k regulaci jak zahraničního obchodu, tak i obchodu mezi státy federace. |
| Neexistoval žádný vedoucí exekutivy.                                                             | Byl zaveden úřad prezidenta, který si mohl vybrat další úředníky a který obdržel pravomoci k provádění zákonů. |
| Nebyl zajištěn žádný celonárodní soudní systém.                                                  | Byl založen celonárodní systém soudů s Nejvyšším soudem na vrcholu. |
| K přijetí zákona bylo potřeba souhlasu zástupců devíti ze třinácti států.                        | K přijetí zákona je potřeba většina hlasů v obou komorách Kongresu. |
| K přijetí dodatku ke Článkům Konfederace byl potřeba jednomyslný souhlas všech států.            | Dodatky mohou být navrženy dvěma třetinami hlasů v každé komoře Kongresu nebo ústavním konventem svolaným dvěma třetinami států, a následně ratifikovány zákonodárnými sbory nebo státními konventy tří čtvrtin států. |
| Každý stát si ponechával svou svrchovanost a nezávislost.                                        | Ústava zajistila federální systém vlády a stala se nejvyšším zákonem federace. |

#### Otrokářství
Delegáti Filadelfského konventu se pokusili řešit také otázku otrokářství, ta však byla příliš kontroverzní na to, aby uspěli. Původní Články Konfederace neumožňovaly otrokářský systém zrušit, ale Konvent hodlal umožnit jeho regulaci a konečné vymýcení. Nakonec i zde byla zvolena cesta kompromisu. Cenou za udržení souhlasu Georgie a Jižní Karolíny s Ústavou však bylo zahrnutí čtyř ustanovení, která umožňovala, že otroctví bude pokračovat ještě nejméně dalších 20 let.
Oddíl 9 článku I umožňoval „dovoz“ takových osob, oddíl 2 článku IV zakazoval poskytnutí pomoci uprchlým osobám a požadoval jejich návrat v případě úspěšného zadržení a oddíl 2 článku I definoval tzv. „ostatní osoby“ jako „tři pětiny“ osob do počtu celkové oficiální populace. Tato hodnota sloužila pro určení počtu zastupitelů států a pro výpočty federálních daní. Článek V zakazoval jakékoliv dodatky nebo zákony, které by měnily opatření týkající se dovozu otroků až do roku 1808, čímž dával Spojeným státům na vyřešení této otázky dalších 20 let. V samotném textu se však tvůrci Ústavy výrazům „otrok“ či „otroctví“ vyhnuli a uchylovali se k různým opisům, neboť někteří považovali za chybu v tomto dokumentu jakkoliv připustit „myšlenku, že lidé mohou představovat majetek“.
Delegáti, kteří si přáli zrušení otrokářského systému, se zpočátku stavěli na následných ratifikačních konventech proti přijetí této Ústavy, pokud otroctví výslovně nezruší. Nakonec se však nechali přesvědčit, že rozpad Unie by měl mnohem horší následky, než když se tato otázka ponechá postupnému řešení. Tento nevyřešený spor později také přispěl k vypuknutí americké občanské války.

### Ratifikace Ústavy a uvedení nové vlády do úřadu
17. září 1787 byla Ústava dokončena. Následoval projev Benjamina Franklina, kterým (přestože Konvent rozhodl, že k ratifikaci postačí souhlas devíti států) apeloval, aby státy přijaly Ústavu jednohlasně. Konvent pak Ústavu postoupil Kontinentálnímu kongresu.
Massachusettský politik Rufus King se o Filadelfském konventu vyjádřil jako o výtvoru států, nezávislém na Kontinentálním kongresu, kterému svůj návrh poslal jen z procedurálních důvodů. Ačkoliv byly projednány i dodatky, všechny byly zamítnuty a 28. září 1787 Kontinentální kongres jednohlasně schválil, že Ústava bude předána zákonodárným sborům jednotlivých států, aby ji postoupily svým ratifikačním konventům. Několik států navýšilo pro účely zvolení ratifikačních zastupitelů počty obyvatel, kterým bylo umožněno hlasovat, aby tak byla co nejvíce naplněna nová společenská smlouva, která začínala slovy „My, lid Spojených států“.
Federalistické menšiny ve Virginii i New Yorku následovaly příkladu Massachusetts a podařilo se jim v konventu dosáhnout přijetí Ústavy tím, že ratifikaci spojili s doporučenými dodatky. Menšina kritiků Ústavy však stále pokračovala v odporu. Marylandský politik Luther Martin argumentoval, že Filadelfský konvent překročil svou pravomoc a nadále se dožadoval pouhého přijetí dodatků k původním Článkům Konfederace. Článek 13 Článků Konfederace říkal, že unie vytvořená těmito Články je „trvalá“ a že jakákoliv změna musí být odsouhlasena v Kongresu Spojených států a poté potvrzena zákonodárnými sbory jednotlivých států.
Požadavky ustanovené v Článcích konfederace však činily jakékoliv pokusy o reformu nemožné. Martinovi spojenci, jako například newyorský politik John Lansing jr., nakonec vzdali pokusy bránit ústavnímu procesu a dožadovali se jen přijetí dodatků k navržené Ústavě. Na několika konventech se mezitím politici prosazující přijetí dodatků k Ústavě ještě před její ratifikací nakonec smířili s myšlenkou, že v zájmu zachování Unie budou dodatky přijaty až po ratifikaci. Všechny zákonodárné sbory jednotlivých států obdržely newyorský protiratifikační oběžník, který požadoval, aby byly nejprve přijaty dodatky, ovšem neuspěl. Nakonec se pouze Severní Karolína a Rhode Island rozhodly před ratifikací počkat, až nový Kongres dodatky přijme.
Článek VII navrhované ústavy stanovoval, že pokud ji ratifikuje devět ze třinácti států, nový systém vlády vstoupí v platnost (pro zúčastněné státy). 13. září 1788, po roce ratifikačních bojů v jednotlivých státech, Kongres potvrdil, že Ústava byla schválena. Novou federální vládu přijalo jedenáct ze třinácti států. Kongres ustanovil, že vláda zahájí svou činnost první březnovou středu v New York City, a 4. března 1789 se tak také stalo.
George Washington se původně účasti na Filadelfském ústavním konventu bránil, neboť se obával, že se jednotlivé státy nedokáží vzdát svých suverenit. Nakonec však účast přijal a byl jednohlasně zvolen prezidentem konventu, a to včetně hlasu virginského antifederalisty Patricka Henryho. Nový Kongres byl triumfem federalistů. Senát sestávající ze zastupitelů 11 států tvořilo 20 federalistů a jen 2 virginští antifederalisté. Sněmovnu reprezentantů obsadilo 48 federalistů proti 11 antifederalistům pocházejícím z pouhých čtyř států: Massachusetts, New York, Virginia a Jižní Karolína.
Obavy antifederalistů z útlaku ze strany Kongresu byly rozptýleny přijetím dodatků, za něž se hned na prvním zasedání zasadil James Madison. Těchto prvních deset dodatků vešlo ve známost jako Listina práv. Námitky proti potenciálně odtažitému federálnímu soudnictví byly utišeny ustanovením 13 federálních soudů (11 států plus Maine a Kentucky, které tehdy ještě neměly statut státu) a tří federálních okružních obvodů Nejvyššího soudu: Východní, Střední a Jižní. Na podezření z mocné federální exekutivy zareagovala Washingtonova vláda jmenováním bývalých antifederalistů Edmunda Jenningse Randolpha generálním prokurátorem a Thomase Jeffersona ministrem zahraničí.

### Historické vlivy
Několik myšlenek v Ústavě bylo zcela nových, ale velké množství jich bylo převzato z americké republikánské literatury, ze zkušeností tehdejších států Unie a z britské zkušenosti se smíšenou formou vládnutí (kombinující demokratické, aristokratické a monarchistické prvky). Významný vliv měli na tvůrce ústavy také evropští myslitelé James Harrington, John Locke a Charles de Montesquieu, kteří kladli důraz na potřebu vyvážených sil, které budou působit proti sobě, čímž se předejde tyranii. (Tato myšlenka pak odráží vliv řeckého historika Polybia, který ve 2. století př. n. l. rozvinul myšlenku dělby moci, jež pak nalezla uplatnění v římské ústavě.) Velký vliv měl také britský politický filosof John Locke a právní jistota Ústavy byla částečně založena na zvykovém právu, jehož historie má počátky v období britské Magny charty.

#### Vlivy amerických domorodců
Určité vlivy jak na původní Články Konfederace, tak i na konečnou podobu Ústavy jsou přisuzovány tzv. Irokézské lize, tj. politickému seskupení několika irokézských kmenů s poměrně demokratickou vládou. Míra, s jakou si kolonisté vypůjčovali prvky z již existujících vládních modelů domorodých kmenů, je dosud předmětem debaty historiků. Několik z tzv. zakládajících otců bylo v kontaktu s indiánskými vůdci a poznali jejich formy vlády. Rozsáhlejší styky s představiteli Irokézské ligy měly i takové významné osobnosti jako Thomas Jefferson a Benjamin Franklin. John Rutledge z Jižní Karolíny údajně četl farmářům obsáhlá pojednání irokézského práva, která začínala slovy „My, lidé, abychom vytvořili jednotu, udrželi mír, rovnost a pořádek…“ V říjnu 1988 přijal Kongres Spojených států rezoluci, kterou uznal vliv irokézského systému na Ústavu Spojených států a Listinu práv.

#### Vlivy na Listinu práv
Americká Listina práv sestává z deseti dodatků přidaných k Ústavě roku 1791, jak to její podporovatelé slíbili jejím kritikům během debat roku 1788. Inspirací pro tuto listinu byla anglická Listina práv z roku 1689. Obě listiny se zabývají soudními procesy, obsahují právo držet a nosit zbraň, zamezují nepřiměřeným kaucím a zakazují „kruté a neobvyklé tresty“. Do americké Listiny práv bylo zahrnuto také mnoho svobod zaručených ústavami jednotlivých států a Virginským prohlášení práv.

## Články Ústavy
Text Ústavy je tvořen preambulí a sedmi články, které doplňuje 27 dodatků.

### Preambule
Preambule Ústavy Spojených států amerických je stručný úvodní výrok, který představuje základní principy, na nichž je Ústava založena. V obecných termínech uvádí původní záměry autorů Ústavy týkající se jejího významu a toho, čeho chtěli jejím přijetím dosáhnout. Samotná preambule nepřipisuje žádnou moc federální vládě, ani jí nestanovuje žádná konkrétní omezení. Z tohoto důvodu nebývá soudy používána jako rozhodující faktor při řešení soudního sporu.
| „ | We the People of the United States, in Order to form a more perfect Union, establish Justice, insure domestic Tranquility, provide for the common defence, promote the general Welfare, and secure the Blessings of Liberty to ourselves and our Posterity, do ordain and establish this Constitution for the United States of America. My, lid Spojených států, abychom vytvořili dokonalejší jednotu, nastolili spravedlnost, upevnili domácí klid a zabezpečili obranu země, podporovali růst všeobecného blahobytu a zabezpečili dobrodiní svobody sobě i svému potomstvu, dáváme si tuto Ústavu Spojených států amerických. | “ |

### Článek I: Moc zákonodárná
Článek I, sestávající celkem z 10 oddílů, vytváří zákonodárnou složku moci.

#### Ustanovení dvou komor Kongresu
Oddíl 1 článku I uvádí, že veškerá zákonodárná moc náleží Kongresu, který se skládá ze Senátu a Sněmovny reprezentantů.
Oddíl 2 popisuje Sněmovnu reprezentantů a způsob jejího obsazování.
Podle ustanovení tohoto oddílu jsou členové Sněmovny reprezentantů voleni na dva roky, a to občany jednotlivých států, kteří mají právo volit do početně silnější komory zákonodárného sboru svého státu. Člen Sněmovny musí být nejméně 25 let stár, nejméně 7 let občanem Spojených států a současně obyvatelem státu, který zastupuje. Místa v této komoře a přímé daně se dělí mezi jednotlivé státy podle počtu jejich obyvatel. Tento počet je určen jako součet všech „svobodných osob“ a tří pětin všech ostatních osob kromě indiánů neplatících daně (tj. především otroků, ustanovení bylo zrušeno 14. dodatkem Ústavy, přijatým roku 1868). Obyvatelstvo má být poprvé sečteno tři roky po prvním zasedání Kongresu, a poté každých dalších deset let. Na každých 30 tisíc obyvatel daného státu připadá maximálně jeden člen Sněmovny, přičemž každý stát má být v této komoře zastoupen nejméně jedním členem. Jedno z ustanovení také určilo, jaké má být ve Sněmovně zastoupení jednotlivých států do doby, než budou známy výsledky prvního sčítání, a sice: New Hampshire 3 zastupitele, Massachusetts 8, Rhode Island a osada Providence 1, Connecticut 5, New York 6, New Jersey 4, Pensylvánie 8, Delaware 1, Maryland 6, Virginie 10, Severní Karolína 5, Jižní Karolína 5 a Georgie 3. V případě uvolnění některého z míst proběhnou v daném státě doplňovací volby.
Podle posledního ustanovení tohoto oddílu má Sněmovna reprezentantů výhradní právo podávat návrhy na zbavení úřadu.
Oddíl 3 popisuje Senát a způsob jeho obsazování.
Každý stát je v Senátu zastoupen dvěma senátory volenými zákonodárným orgánem daného státu. Uprázdněná křesla obsazuje dočasně výkonná moc příslušného státu, a to do doby, než zasedne zákonodárný orgán daného státu, který uvolněné místo znovu obsadí. (Tato ustanovení byla změněna 17. dodatkem Ústavy z roku 1913, který stanovil, že senátoři budou nadále voleni ve všeobecných volbách.)
Volební období každého senátora je 6 let, ovšem na zcela prvním zasedání se podle ustanovení tohoto oddílu senátoři rozdělili na tři zhruba stejně početné skupiny, z nichž jedna ukončila své období po dvou letech, druhá po čtyřech letech a teprve třetí po šesti letech. V důsledku je od té doby ve volbách konaných každé dva roky obsazována vždy jedna třetina křesel Senátu. Senátor musí být nejméně 35 let stár, nejméně 9 let občanem Spojených států a současně obyvatelem státu, který zastupuje. Předsedou Senátu ex officio je viceprezident Spojených států, který však může hlasovat pouze v případě rovnosti hlasů. Senátoři si volí tzv. prozatímního předsedu Senátu (president pro tempore), který zastupuje viceprezidenta vždy v době jeho nepřítomnosti.
Senát má právo rozhodovat o všech návrzích na zbavení úřadu, k čemuž je potřeba souhlas dvou třetin přítomných senátorů. Pokud Senát soudí prezidenta Spojených států, řídí jednání předseda Nejvyššího soudu.
Oddíl 4 stanoví, že podrobnosti týkající se voleb do obou komor Kongresu mají být určeny zákony jednotlivých států, ovšem Kongres může tato ustanovení (s výjimkou určení míst volby senátorů) kdykoliv změnit.

#### Procesní záležitosti
Oddíl 5 článku I se zabývá pravidly zasedání obou komor Kongresu. Podle jeho ustanovení se schůze žádné z obou komor nesmí konat, není-li přítomna většina jejích členů; v takovém případě může daná komora schůzi odložit na jiný den. Každá komora si stanoví svůj jednací řád a má právo trestat své členy za provinění vůči tomuto řádu. K vyloučení člena kterékoliv komory je potřeba souhlas dvou třetin všech členů. O jednáních se pořizují záznamy, které jsou zveřejňovány (mimo části, jež musí dle mínění komory zůstat v tajnosti). V těchto záznamech jsou uváděny také hlasy pro a proti jednotlivých členů, pokud si to nejméně jedna pětina z nich přeje.
Oddíl 6 se zabývá právy členů Kongresu. Tito mají za svou službu nárok na náhrady placené z federálního rozpočtu. Během své přítomnosti na zasedání i během příjezdu a návratu požívají poslanecké imunity, s výjimkou případu velezrady, těžkého zločinu a porušení veřejného pořádku. Během svého období, pro něž byli zvoleni, nesmí zastávat žádný státní úřad.
Oddíl 7 určuje způsob schvalování zákonů. Návrhy zákonů na zvýšení příjmů jsou ve výhradní pravomoci Sněmovny reprezentantů, ovšem Senát může, stejně jako i u jiných návrhů, navrhnout jejich doplnění. Sněmovnou a Senátem schválený návrh se stává zákonem až po podpisu prezidenta, který má právo ho s námitkami vrátit komoře, z níž vzešel. Veto prezidenta může být přehlasováno dvěma třetinami hlasů v každé z obou komor. Nevrátí-li prezident návrh do 10 dnů (nepočítaje neděle), stává se zákonem i bez jeho podpisu (s výjimkou, kdy Kongres vrácení návrhu znemožní odročením svého zasedání).

#### Pravomoci Kongresu a jejich omezení

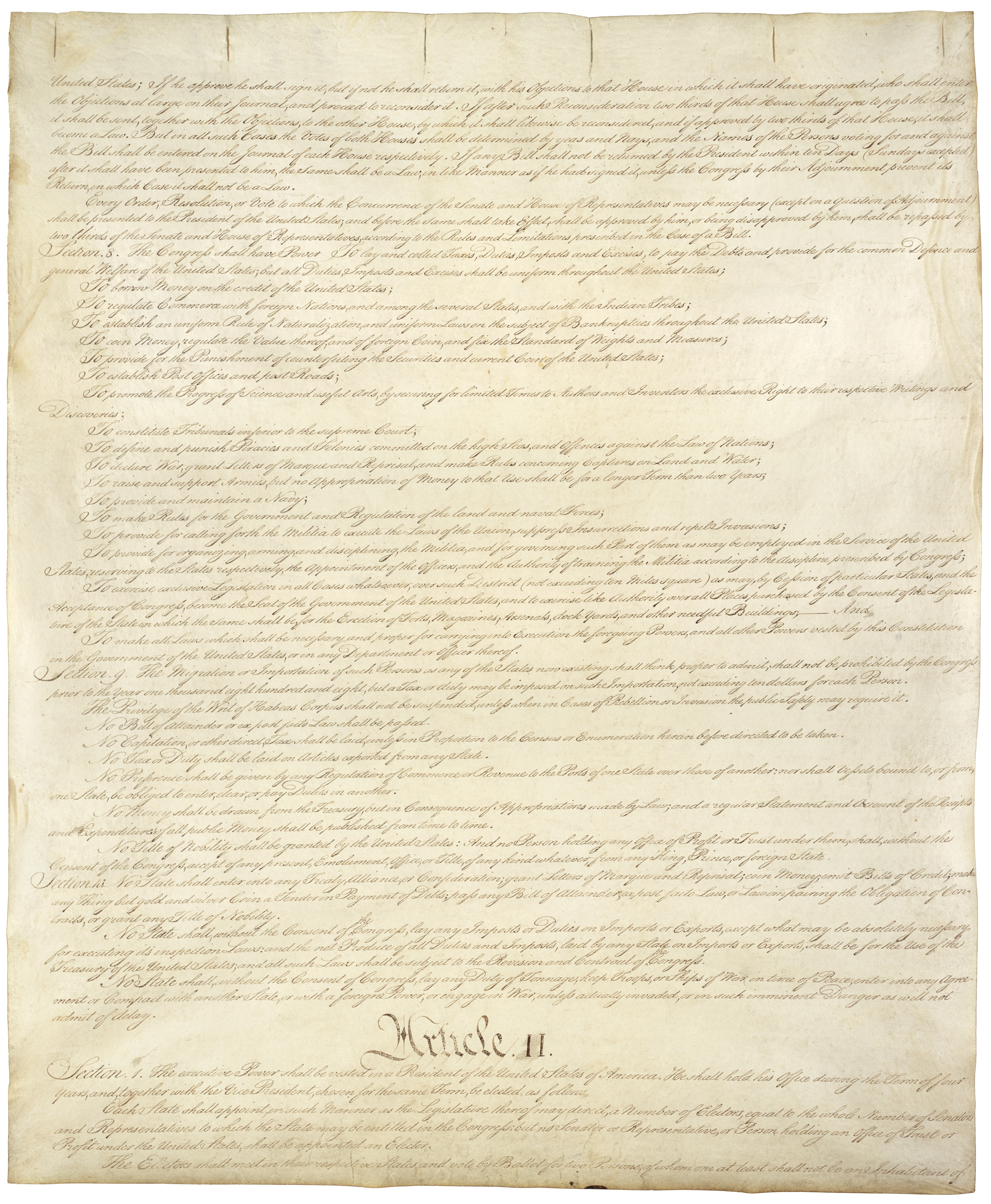
Druhá strana originálu americké ústavy

Oddíl 8 článku I vyjmenovává pravomoci, které náleží výlučně Kongresu. Mimo jiné jsou zde uvedeny pravomoci:
- vybírat cla, dávky a poplatky, které musí být na celém území stejné,
- půjčovat peníze na účet Spojených států,
- řídit obchod s cizími národy či mezi státy federace, vydávat peníze,
- zřizovat soudy podřízené Nejvyššímu soudu,
- vyhlašovat válku, udílet povolení k zajímání lodí a odvetným opatřením na moři,
- povolávat a vydržovat vojska, zřizovat a udržoval loďstvo, svolávat domobranu,
- spravovat obvod nepřesahující 10 čtverečních mil, který se stane sídlem vlády (na základě tohoto ustanovení byl zřízen District of Columbia s hlavním městem Washington) a další. Poslední bod tohoto seznamu pak dává najevo, že výčet není úplný, neboť uvádí, že Kongres má také právo vydávat všechny zákony nutné k uskutečňování „shora uvedených pravomocí a všech ostatních pravomocí, které tato Ústava propůjčila vládě Spojených států“.

Oddíl 9 uvádí seznam konkrétních omezení moci Kongresu. Kongres nesmí zakázat přistěhovalectví nebo dovoz osob, který jakýkoli ze států Unie uzná za nutný, ovšem může na takový dovoz uvalit clo nebo daň do výše 10 dolarů za osobu (tímto dovozem byl myšlen především dovoz otroků; ustanovení ztratilo platnost přijetím 13. a 14. dodatku Ústavy). S výjimkou povstání nebo nepřátelského vpádu nesmí porušit výsady zaručené výnosem habeas corpus. Dále nesmí vydat žádný zákon se zpětnou působností či zákon obsahující soudní rozsudek. Nemá právo vypisovat žádnou daň z hlavy či jinou přímou daň, leda v poměru k soupisu nebo sčítání obyvatelstva v souladu s pokyny oddílu 2 tohoto článku. Není dovoleno uvalovat daň či clo na výrobky vyvezené z jiného státu Unie. Přístavy žádného ze států Unie nesmí být zvýhodňovány a lodě navštěvující přístav v některém státu nesmí být nuceny přistát i v přístavech jiných států. Státní pokladna může vydávat peníze jen na základě povolení stanoveného zákonem. Poslední ustanovení podtrhuje republikánskou povahu federace, a ukládá, že Spojené státy nesmí propůjčovat šlechtické tituly a bez souhlasu Kongresu nesmí žádná osoba v jejich službách přijmout dar, odměnu, úřad či titul od žádného cizího panovníka nebo vlády.
Oddíl 10 omezuje práva států vůči Kongresu. Podle těchto ustanovení nesmí žádný stát:
- uzavírat mezinárodní smlouvy,
- povolovat zajímání lodí,
- vydávat peníze,
- uznávat pro placení dluhů cokoliv jiného než zlato či stříbro (další ustanovení bránící státům v zavedení čehokoliv, co by připomínalo nezávislou měnu a nutící je tak užívat měnu uznanou Kongresem).

Stejně jako Kongres, ani zákonodárné orgány států nemohou přijímat zákony se zpětnou platností nebo obsahující rozsudek, či udělovat šlechtické tituly. Dovozní a vývozní cla mohou státy zavádět jen se souhlasem Kongresu a jejich výnos musí být odveden do federálního rozpočtu. Souhlas Kongresu potřebují státy i k zavedení cla z tonáže, zřízení vojska či válečného námořnictva v době míru, uzavírání smluv a vstupu do války (s výjimkou, kdy daný stát již byl napaden nebo se nachází v neudržitelně nebezpečné situaci).
Interpretace dvou ustanovení oddílu 8 se stala předmětem vleklých sporů. Jedno z nich se týkalo pravomoci Kongresu „řídit obchod s cizími národy, mezi jednotlivými státy federace a také s indiánskými kmeny“. Druhé zase uvádělo, že „v pravomoci Kongresu je … vydávat všechny zákony nutné k uskutečňování výše uvedených pravomocí a všech ostatních pravomocí, propůjčených touto ústavou vládě Spojených států, jejím ministerstvům nebo úředníkům“. Nejvyšší soud Spojených států nakonec rozhodl, že tato ustanovení umožňují Kongresu přijímat zákony, které nejsou přímo výslovně uvedeny v seznamu jeho pravomocí a které mu současně nejsou výslovně upřeny v seznamu omezení v oddílu 9. V soudním sporu McCulloch v. Maryland roku 1819 zdůraznil právě tu část ustanovení, která hovoří o „uskutečňování výše uvedených pravomocí a všech ostatních pravomocí“. Pro tyto pravomoci se vžilo označení „nepřímo zahrnuté pravomoci“ (implied powers) a Kongres jich využil například při schvalování zákonů týkajících se regulace mezd a pracovní doby, radiových, telefonních či televizních komunikací, hromadné dopravy či založení národních bank.

### Článek II: Moc výkonná
Článek II, sestávající ze čtyř oddílů, vytváří výkonnou složku moci.

#### Úřad prezidenta
Oddíl 1 článku II vytváří prezidentský úřad. Výkonná moc je přisouzena přímo prezidentovi. Jeho funkční období je stanoveno na čtyři roky, funkční období viceprezidenta je totožné. Původně tento oddíl stanovoval i způsob volby do obou těchto úřadů, který však byl nahrazen způsobem novým, popsaným ve 12. dodatku Ústavy. V oddíle se pojednává o následujících otázkách:
- Způsobilost k výkonu úřadu. Prezident musí být od narození občanem Spojených států, dosáhnout alespoň 35 let věku a bydlet nejméně 14 let ve Spojených státech. Ústava také obsahuje dnes již nevyužitelnou možnost, že pokud se uchazeč o prezidentský úřad narodil jako občan jiného státu, postačí, byl-li tímto občanem v době přijetí Ústavy. Toto ustanovení mělo umožnit, aby se o úřad mohli v prvních desetiletích po přijetí Ústavy ucházet i lidé, kteří se narodili jako občané jiných států ještě před založením Spojených států amerických, jinak by se první uchazeči stali způsobilými až 35 let po založení této nové republiky.

- Nástupnictví. Oddíl 1 také specifikuje, že v případě, že prezident je zbaven úřadu, není schopen výkonu svých práv a povinností, zemře v úřadu nebo na něj rezignuje, přechází úřad na viceprezidenta. Z původního textu nebylo zřejmé, zda viceprezident v takovém případě bude prezidenta pouze zastupovat (tj. pouze převezme jeho pravomoci), nebo se stane prezidentem místo něj. Po smrti Williama Henryho Harrisona, jehož v úřadě nahradil John Tyler, byl ustanoven precedens plnohodnotného nástupnictví, a tato praxe byla naplňována i v následujících případech úmrtí prezidentů v úřadě. Dnes tuto záležitost řeší 25. dodatek Ústavy, podle nějž se viceprezident v případě smrti nebo neschopnosti prezidenta sám stává prezidentem.[69]

- Plat. Prezident dostává za výkon svého úřadu „náhradu“ a tato náhrada nemůže být po dobu jeho funkčního období zvýšena ani snížena. Prezident nemůže dostávat od Spojených států ani od jednotlivých států Unie jiné náhrady.

- Přísaha. Poslední ustanovení oddílu 1 uvádí text prezidentské přísahy, kterou se nový prezident zavazuje zachovávat, střežit a chránit Ústavu.[1][23]

#### Pravomoci prezidenta a zbavení úřadu
Oddíl 2 článku II garantuje, případně omezuje prezidentovi jeho pravomoci:
- Prezident je vrchním velitelem amerických ozbrojených sil a také domobrany, pokud je svolána.
- Prezident si může vyžádat názory vedoucích úředníků federální vlády.
- Prezident má právo udělovat milost či amnestii, s výjimkou případů velezrady (to současně znamená, že nemůže omilostnit ani sám sebe, je-li v takovém případě vyšetřován Kongresem).
- Prezident může uzavírat mezinárodní smlouvy, a to na doporučení a se souhlasem Senátu. Souhlas musí vyjádřit dvě třetiny přítomných senátorů.
- Na doporučení a se souhlasem Senátu prezident jmenuje velvyslance, jiné zástupce státu a konzuly, soudce Nejvyššího soudu a všechny další úředníky Spojených států, jejichž úřad je zřízen zákonem, není-li jejich jmenování upraveno Ústavou jinak.
- Kongres má právo pověřit jmenováním nižších úředníků samotného prezidenta, soudy nebo představitele ministerstev.
- V době, kdy Kongres nezasedá, může prezident úředníky jmenovat sám. Tato jmenování však na konci nejbližšího zasedání Kongresu vyprší. V praxi proto v takovém případě prezident žádá Kongres o jejich potvrzení.

Oddíl 3 stanovuje další pravomoci prezidenta:
- Prezident pravidelně podává zprávu o stavu Unie a předkládá Kongresu návrhy opatření.
- Prezident může svolat zasedání kterékoliv komory Kongresu, případně obou.
- Pokud se obě komory Kongresu nedokáží shodnout na délce doby odročení svého zasedání, odročí jej prezident dle svého uvážení.
- Prezident přijímá velvyslance a další zástupce států.
- Prezident dohlíží na to, zda jsou zákony svědomitě naplňovány (prostřednictvím řízení federálních úřadů).
- Prezident jmenuje všechny úředníky federální vlády.

Oddíl 4 vyjmenovává případy, v nichž mají být prezident a další federální úředníci zproštěni svých úřadů. Jedná se o usvědčení nebo obžalobu z velezrady, úplatkářství nebo jiných těžkých zločinů a trestných činů.

### Článek III: Moc soudní

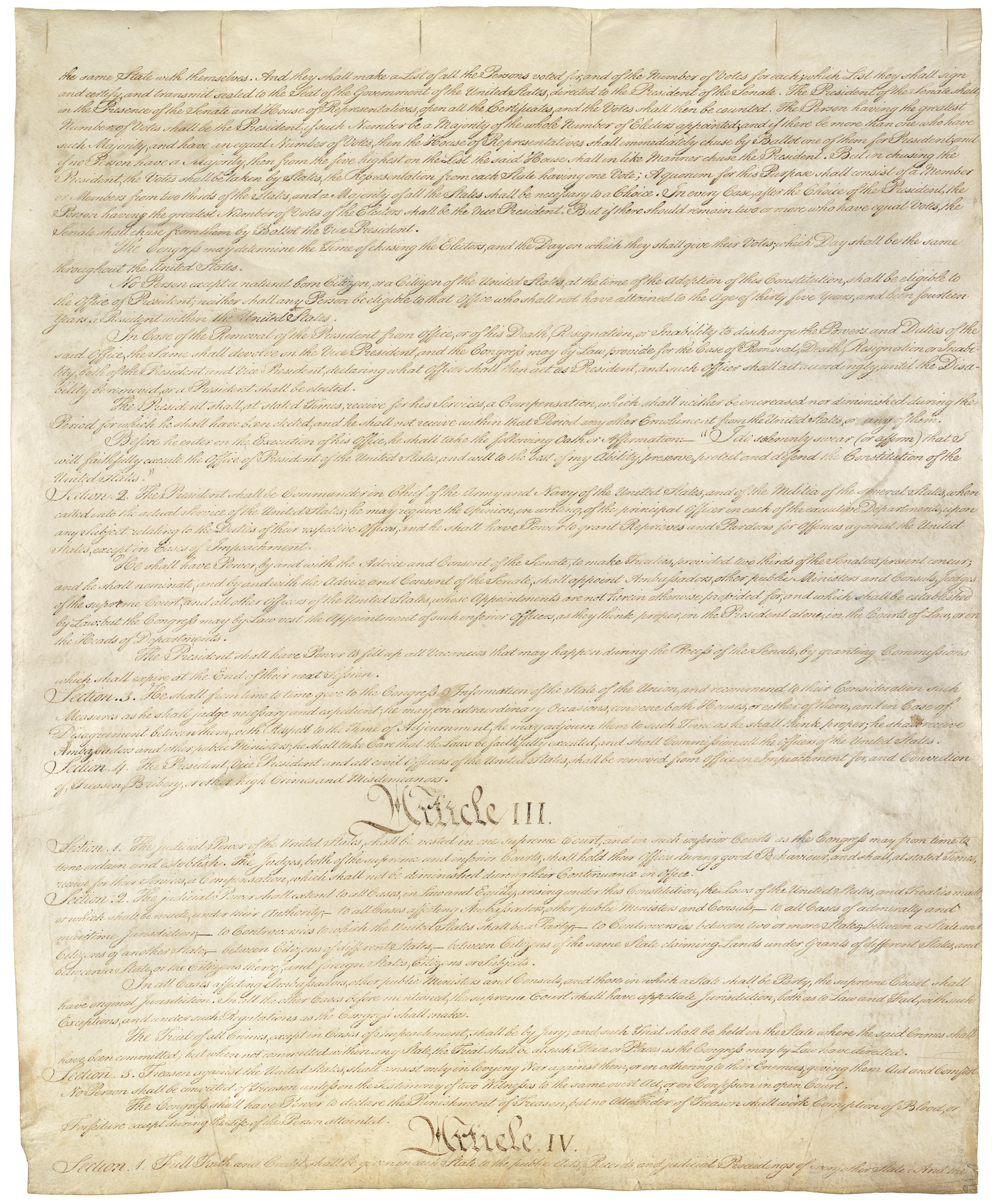
Třetí strana originálu americké ústavy

Článek III Ústavy, sestávající ze tří oddílů, popisuje soudní systém Spojených států amerických, včetně Nejvyššího soudu. První dva oddíly uvádí zejména, že pouze jeden soud může nést název Nejvyšší soud a že nižší soudy zřizuje Kongres, a dále jsou zde vyjmenovány typy sporů, které spadají pod federální jurisdikci. Nejvyšší soud je první instancí v případech soudních řízení týkajících zástupců Unie nebo řízení, kde jednou ze stran sporu je stát. Ostatní případy nejprve posuzují nižší soudy a Nejvyšší soud slouží pouze jako instance odvolací, a to podle pravidel stanovených Kongresem. Obviněným se přiznává právo na soudní proces před porotou.
Oddíl 3 definuje zločin velezrady, a to jako „vyvolání války proti Spojeným státům nebo spolčení se s jejich nepřítelem, poskytování mu pomoci a podpory“, a přiznává Kongresu právo stanovit trest.

### Článek IV: Pravomoci států a jejich omezení
Článek IV Ústavy, sestávající ze čtyř oddílů, popisuje vztah mezi státy tvořícími federaci a federální vládou. Kromě toho řeší také další záležitosti, jako problematiku vznikání či přijímání nových států nebo změnu hranic mezi státy. Například vyžaduje, aby veřejné akty, dokumenty a soudní rozsudky jednotlivých států byly plně uznávány i ostatními státy. Kongres je oprávněn určit způsob, jakým bude přezkoumána jejich právní síla.
Článek obsahuje také ustanovení, které zakazuje vládám států zvýhodňovat své občany vůči občanům ostatních států (například různě přísnými tresty). Umožňuje také vzájemné vydávání stíhaných osob, stejně jako právo svobody pohybu a cestování mezi státy. Ačkoliv dnes se toto právo bere za samozřejmé, v dobách platnosti Článků Konfederace bylo překračování státních hranic často poměrně náročným a nákladným procesem. Kongres má podle tohoto článku také právo disponovat federálním majetkem a ovládat ta teritoria Spojených států, která nepatří žádnému ze států federace. Poslední oddíl článku pak zaručuje každému státu federace republikánskou formu vlády a ochranu proti agresi i vnitřnímu násilí.

### Článek V: Dodatky
Podle článku V mohou být k Ústavě připojovány dodatky, a to následujícími způsoby:
- Nový dodatek může být schválen dvěma třetinami obou komor Kongresu, a následně odeslán ke schválení jednotlivým státům federace.
- Dvě třetiny zákonodárných orgánů jednotlivých států mohou požádat Kongres o svolání ústavního konventu, který zváží a navrhne případné dodatky ke schválení jednotlivým státům.

Za jednotlivé státy mohou vyjádřit souhlas s dodatky buď jejich vlastní zákonodárné orgány, nebo speciálně svolané konventy. V obou případech je potřeba získat souhlas tří čtvrtin všech států federace. Způsob schvalování dodatku konventy byl dosud zvolen pouze jednou, a sice při schvalování 21. dodatku Ústavy, kterým byla roku 1933 zrušena prohibice alkoholu.
Článek V také stanovuje omezení, podle nějž není možné žádným dodatkem k Ústavě zbavit žádný stát bez jeho souhlasu jeho Ústavou daného práva na rovné zastoupení v Senátu. Článek také obsahuje omezení, které zakazovalo měnit některá ustanovení článku I oddílu 9 dotýkající se otroctví a daní, ovšem toto omezení platilo pouze do roku 1808.

### Článek VI: Moc federace
Článek VI stanovuje, že Ústava Spojených států, stejně jako na jejím základě vydané zákony či uzavřené dohody, jsou vrcholným právem země, takže všichni soudci, bez ohledu na to, v jakém soudí státě, jsou jimi bez výjimky vázáni, i kdyby to bylo v rozporu se zákony či ústavami jednotlivých států. Dále se zde požaduje, aby se všichni nositelé zákonodárné, výkonné i soudní moci jak na federální úrovni, tak i na úrovni jednotlivých států, zavazovali přísahou či slavnostním slibem Ústavu dodržovat. Článek VI rovněž výslovně stanovuje, že není přípustné, aby podmínkou pro výkon jakéhokoliv úřadu nebo veřejné funkce byla příslušnost k nějakému náboženskému vyznání.
V tomto článku Spojené státy také uznaly všechny dluhy a závazky, které byly učiněny ještě před přijetím Ústavy, tj. v době platnosti Článků Konfederace.

### Článek VII: Ratifikace

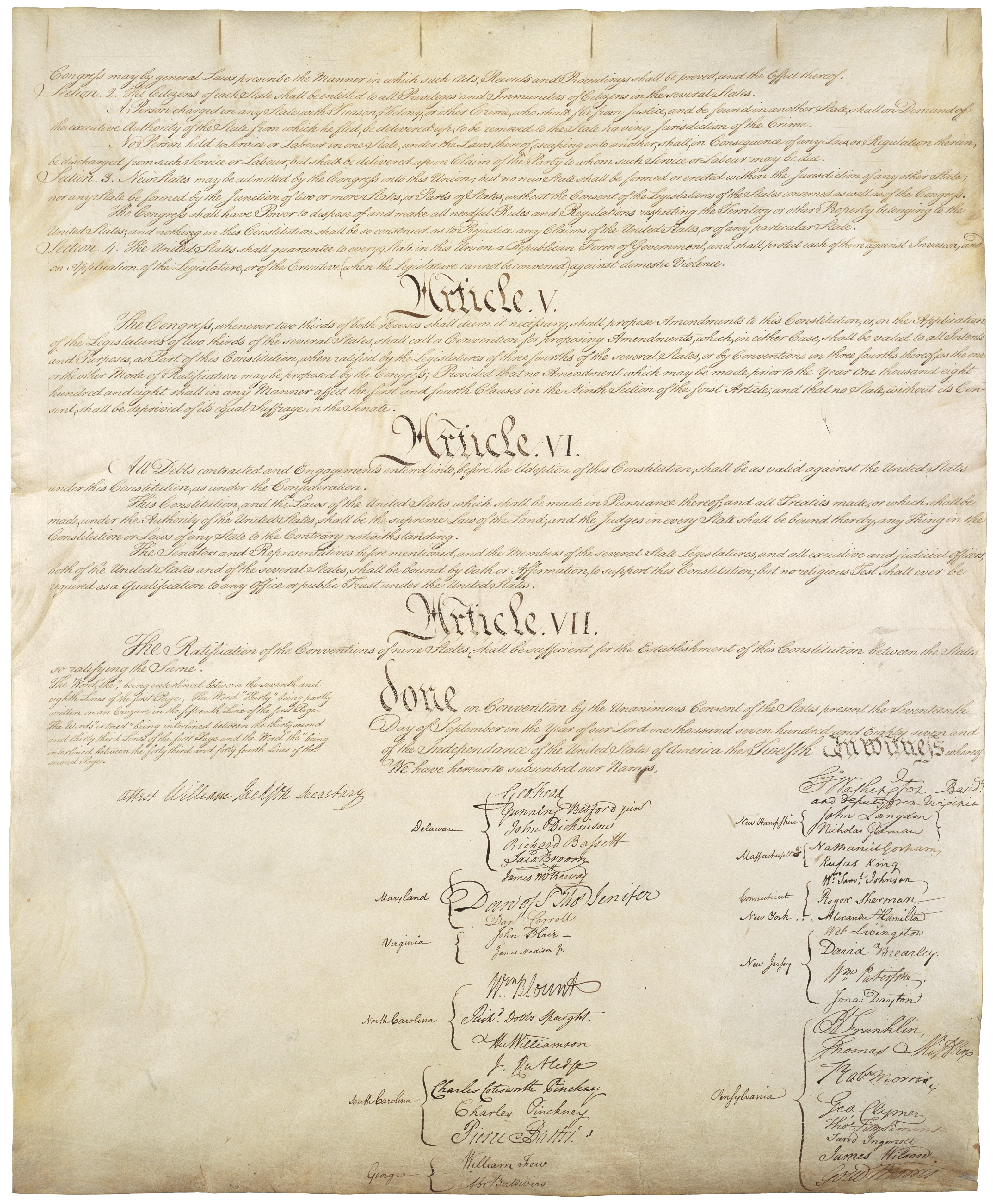
Čtvrtá strana originálu americké ústavy s podpisy delegátů konventu

Článek VII stanovuje požadavky, za nichž má dojít k ratifikaci Ústavy. Podle tohoto ustanovení je potřeba k jejímu schválení svolat konventy v jednotlivých státech federace a Ústava vstoupí v platnost teprve tehdy, až ji schválí konventy nejméně devíti států. Pouze státy, které Ústavu ratifikovaly, jí budou také vázány.
Za článkem VII následuje nenadepsané prohlášení o jednohlasném souhlasu delegátů Ústavního konventu, na němž byl návrh ústavy přijat, který na prvním místě podepsal George Washington jako prezident konventu a současně zástupce Virginie, a dále následující zástupci států:
| Delaware         | Geo: Read Gunning Bedford ml. John Dickinson Richard Bassett Jaco: Broom |
| Maryland         | James McHenry Dan of St Thos Jenifer Danl Carroll                        |
| Virginie         | John Blair James Madison ml.                                             |
| Severní Karolína | Wm Blount Richd Dobbs Spaight Hu Williamson                              |
| Jižní Karolína   | J. Rutledge Charles Cotesworth Pinckney Charles Pinckney Pierce Butler   |
| Georgie          | William Few Abr Baldwin                                                  |

| New Hampshire | John Langdon Nicholas Gilman                                                                               |
| Massachusetts | Nathaniel Gorham Rufus King                                                                                |
| Connecticut   | Wm Saml Johnson Roger Sherman                                                                              |
| New York      | Alexander Hamilton                                                                                         |
| New Jersey    | Wil: Livingston David Brearley Wm Paterson Jona: Dayton                                                    |
| Pensylvánie   | B Franklin Thomas Mifflin Robt Morris Geo. Clymer Thos FitzSimons Jared Ingersoll James Wilson Gouv Morris |

## Soudní přezkoumání ústavnosti
Způsob, jakým je Ústava chápána, je ovlivňován soudními rozhodnutími, zvláště pak rozhodnutími Nejvyššího soudu. Tato rozhodnutí jsou označována jako precedenty. Roku 1803 si William Marbury, jmenovaný právě končícím prezidentem Johnem Adamsem do funkce smírčího soudce, stěžoval u Nejvyššího soudu na ministra zahraničí Jamese Madisona, že zabránil, aby mu bylo jmenování doručeno, takže nemohlo vstoupit v platnost. Svou stížnost opíral o ustanovení tzv. Judiciary Act z roku 1789, ovšem soud ji zamítl revolučním rozhodnutím, v němž toto ustanovení označil za protiústavní, čímž položil základ doktríny soudního přezkoumání ústavnosti.
Právo soudního přezkoumání dává Nejvyššímu soudu moc přezkoumat federální zákony, nařízení exekutivních orgánů i zákony jednotlivých států a rozhodnout, zda neodporují ústavě, případně zrušit jejich platnost, pokud je shledá neústavními. Soudní přezkoumání zahrnuje také pravomoc Nejvyššího soudu vysvětlovat význam ustanovení Ústavy při jejich aplikaci na konkrétní případy. Od té doby Nejvyšší soud během zkoumání nejrůznějších případů, od vládní regulace rádií a televizí po práva obviněných zločinců, již mnohokrát změnil způsob, jakým mají být interpretována ustanovení Ústavy, a to aniž by k vlastnímu textu Ústavy byl přijat jakýkoliv dodatek.
Různé zákony přijímané k naplnění ustanovení Ústavy, nebo ty, které je dále přizpůsobují měnícím se podmínkám, rozšiřují a nepatrným způsobem také mění význam, jaký je přikládán ústavnímu textu. Do určité míry mají podobný účinek také vyhlášky a nařízení mnoha federálních vládních úřadů. Pokud však dojde ke zpochybnění ať už Kongresem přijatého zákona nebo vládního nařízení, je to právě soudní systém, který s konečnou platností rozhodne, zda jde o Ústavou přípustný akt. Tato pravomoc není Nejvyššímu soudu dána Ústavou výslovně, ale spíše z ní vyplývá a v průběhu let byla dále posílena zvyklostmi a tradicí. Tento koncept, často označovaný termínem „živá ústava“ (living constitution), podle nějž se její výklad postupem času vyvíjí, často i zcela jiným směrem, než jak zamýšleli její tvůrci, má však i své odpůrce. Například soudce Nejvyššího soudu Antonin Scalia roku 2001 prohlásil, že podobně jako Madison vykládá text Ústavy tak, jak byl zamýšlen v době svého napsání.
Nejvyšší soud také dal najevo, že jakmile jednou byl přijat názor (ať už Kongresem nebo soudy), že se ustanovení Ústavy týkají určité oblasti, jde o rozhodnutí nezvratné. Pokud by totiž složky politické moci mohly platnost Ústavy libovolně uznávat či rušit, vedlo by to k režimu, v němž by právě ony, a nikoliv soud, rozhodovaly o tom, co je zákonné.

## Dodatky
Tvůrci Ústavy si byli vědomi, že pokud má setrvat i během následujících období vývoje federace, budou v budoucnu potřebné její změny. Stejně tak ovšem bylo zřejmé, že na jedné straně by změny neměly být příliš snadné, aby nebyly přijímány nedomyšlené a narychlo schválené dodatky, a na straně druhé bylo potřeba zajistit, aby příliš přísný požadavek jednomyslnosti nezablokoval nezbytný zásah požadovaný velkou většinou obyvatel. Zvoleným řešením byl dvoustupňový proces navrhování a schvalování nových dodatků.
Dodatky mohou být navrženy dvěma různými způsoby, ovšem zatím se tak vždy stalo prosazením návrhu dvoutřetinovou většinou v každé z obou komor Kongresu. Druhým možným způsobem je, že dvě třetiny zákonodárců odhlasují, aby Kongres svolal ústavní konvent, který by měl pravomoc navrhnout potřebné dodatky. Protože k tomu zatím nikdy nedošlo, není jasné, jakým přesným způsobem by takový konvent proběhl.
Od roku 1789 se Kongres zabýval asi 10 tisíci požadovanými ústavními dodatky (v posledních desetiletích je to obvykle 100 až 200 požadovaných dodatků během zasedacího období). Většina těchto nápadů však nikdy neprojde přes příslušný výbor Kongresu, a ještě mnohem méně jich nakonec Kongres navrhne k ratifikaci.
Bez ohledu na to, jakým způsobem je dodatek navržen, musí být ratifikován třemi čtvrtinami států. Kongres určí, zda ho mají ratifikovat zákonodárné orgány jednotlivých států, anebo speciálně svolané státní konventy. Prozatím jediný dodatek, který projednávaly (a nakonec také schválily) konventy, je 21. dodatek Ústavy, kterým byla roku 1933 ve Spojených státech zrušena prohibice, schválená o třináct let dříve v 18. dodatku.
Na rozdíl od změn obvyklých u ústav jiných států, dodatky k Ústavě Spojených států amerických jsou připojovány k původnímu textu, aniž by z něj bylo cokoliv změněno nebo odstraněno. Ovšem v případech, kdy nový text zcela jasně odporuje staršímu, je upřednostněna nová část (viz zmíněný 21. a 18. dodatek). Z technického hlediska tak nic nebrání tomu, aby nějaký dodatek namísto doplnění původního textu, tento text zcela změnil.

### Ratifikované dodatky
Ústava Spojených států amerických má v současné době 27 dodatků. Prvních deset, známých pod souhrnným názvem Listina práv, bylo ratifikováno současně roku 1791, tj. velmi krátce po přijetí původního textu Ústavy. Následujících 17 bylo ratifikováno jednotlivě v průběhu následujících dvou století.

#### Listina práv (dodatky Iaž X)

Americká Listina práv, v současné době umístěná v budově Úřadu národních archivů a záznamů

Ačkoliv běžně se má za to, že původní Listina práv se neměla vztahovat na jednotlivé státy, přímo z jejího textu nic takového nevyplývá, s výjimkou těch míst, kde se dodatky zmiňují výslovně o federální vládě. Jedním takovým příkladem je 1. dodatek, který začíná slovy „Kongres nesmí vydávat zákony zavádějící nějaké náboženství…“. Toho v prvních letech platnosti Listiny využily některé státy a zavedly státní náboženství nebo alespoň různé náboženské zákony.
Otázku, zda se ustanovení Listiny práv dotýkají pouze federální vlády, nebo také států a obcí, řešil Nejvyšší soud poprvé během sporu Barron v. Baltimore roku 1833 a dospěl k názoru, že Listina omezuje pouze federální moc. Situaci však zvrátilo přijetí 14. dodatku Ústavy roku 1868, který mimo jiné výslovně uváděl, že „žádný stát nemá právo vydat nebo prosazovat zákon, který by omezoval svobody nebo výsady občanů Spojených států; žádný stát nemá právo zbavit jakoukoli osobu života, osobní svobody nebo majetku bez řádného soudního procesu; nemá také právo zbavit jakoukoli osobu, podléhající jeho pravomoci, stejné ochrany zákona,“ a dále že „Kongres má právo provést tento článek přijetím odpovídajících norem“. Od té doby Nejvyšší soud řešil řadu sporů, během nichž nabyla postupně vrchu interpretace, podle níž se většina Listiny práv (s výjimkou např. 5. dodatku požadujícího souzení vážných trestných činů před velkou porotou) týká také států. Vyváženost státní a federální moci v rámci této doktríny je však stále otevřenou otázkou a u federálních soudů neustále probíhají soudní spory o jednotlivá práva.
Z původního návrhu dvanácti dodatků, představeného Kongresem roku 1789, bylo ratifikováno jen posledních deset. První z nich, který se týkal dělení míst ve Sněmovně reprezentantů podle výsledků sčítání lidu, konaného dle článku I Ústavy každých deset let, neschválil dostatečný počet států, ovšem z technického hlediska stále ještě může být zákonodárnými orgány států i nyní, po dvou stech letech, teoreticky ratifikován.
Původní druhý dodatek, týkající se náhrad členům Kongresu, byl ratifikován dostatečným počtem států až roku 1992. V důsledku tohoto dvousetletého zpoždění byl přidán do Ústavy až jako 27. dodatek, takže není považován za součást Listiny práv.
- První dodatek se týká práva na svobodu vyznání (zakazuje Kongresu ustanovovat státní náboženství a chrání právo na vyznání jakéhokoliv náboženství), svobodu slova, svobodu tisku a svobodu shromažďování, a dále práva žádat státní orgány o nápravu křivd.[84]

- Druhý dodatek garantuje právo občanů vlastnit a nosit zbraně. Poslední interpretace tohoto dodatku pochází ze soudního sporu McDonald v. Chicago z roku 2010, kdy soud konstatoval, že tento dodatek se, ve shodě se 14. dodatkem, dotýká i jednotlivých států.

- Třetí dodatek zakazuje vládě užívat soukromé domy pro ubytování vojáků v době míru bez souhlasu jejich majitelů. Jediný soudní případ týkající se tohoto dodatku případu Engblom v. Carey z roku 1982, kdy guvernér státu New York povolal Národní gardu, aby zastala některé povinnosti stávkujících vězeňských dozorců, a zároveň ve prospěch gardistů vypověděl některé stávkující ze zaměstnanecké ubytovny.[85] Kromě toho byl dodatek citován také v případu Griswold v. Connecticut, kde jím Nejvyšší soud podpořil svůj názor, že Ústava chrání právo na osobní soukromí.[86]

- Čtvrtý dodatek chrání občany před prohledáváním, zatýkáním a zabavováním majetku bez konkrétního soudního příkazu nebo bez důvodu opravňujícího věřit, že byl spáchán zločin. Nejvyšší soud z tohoto dodatku a některých dalších odvodil některá práva týkající se soukromí osob.

- Pátý dodatek zakazuje soudit za vážný zločin, aniž by byla podána řádná žaloba ze strany velké poroty (s výjimkou občanů sloužících v armádě, námořnictvu nebo domobraně, a to v době války nebo vážného ohrožení veřejné bezpečnosti), dále zakazuje obviňovat opakovaně ze stejného vážného zločinu, dává obviněným právo odmítnout svědectví proti sobě samým a zaručuje právo na řádný soudní proces. Poslední ustanovení pak zakazuje zabavovat majetek bez spravedlivé náhrady; tohle ustanovení slouží za základ pro všechny zákony týkající se vyvlastňování ve Spojených státech.

- Šestý dodatek garantuje obviněným z kriminálních deliktů právo na rychlý veřejný proces před porotou, dále má obžalovaný právo na právní pomoc, na informace o příčině a povaze žaloby a na konfrontaci se svědky obžaloby. Šestý dodatek bývá často citován během soudních případů. Roku 1966 Nejvyšší soud rozhodl, že ustanovení tohoto dodatku týkající se odmítnutí svědectví proti sama sobě a práva na právní pomoc musí být dávána na vědomí všem zatčeným.[87]

- Sedmý dodatek zajišťuje v občanských soudních sporech při pohledávkách nad dvacet dolarů právo na jejich projednání před porotou. Skutečnosti přezkoumané porotním soudem již nemohou být znovu přezkoumávány jinými soudy, s výjimkou, kdy tak stanoví obecné právo.

- Osmý dodatek zakazuje stanovovat příliš vysoké kauce a ukládat příliš vysoké pokuty nebo kruté a neobvyklé tresty.

- Devátý dodatek stanovuje, že výčet práv jednotlivce zaručených Ústavou a Listinou práv není úplný. Práva zmíněná v těchto dokumentech totiž nesmí být vykládána takovým způsobem, aby v jeho důsledku byla „popírána nebo zlehčována ostatní práva náležející lidu“.

- Desátý dodatek přiznává státům a lidu jakékoliv právo, které Ústava výslovně nevyhradila Unii nebo které výslovně z pravomoci států nevyjmula.[1][78]

#### Další dodatky (XI až XXVII)

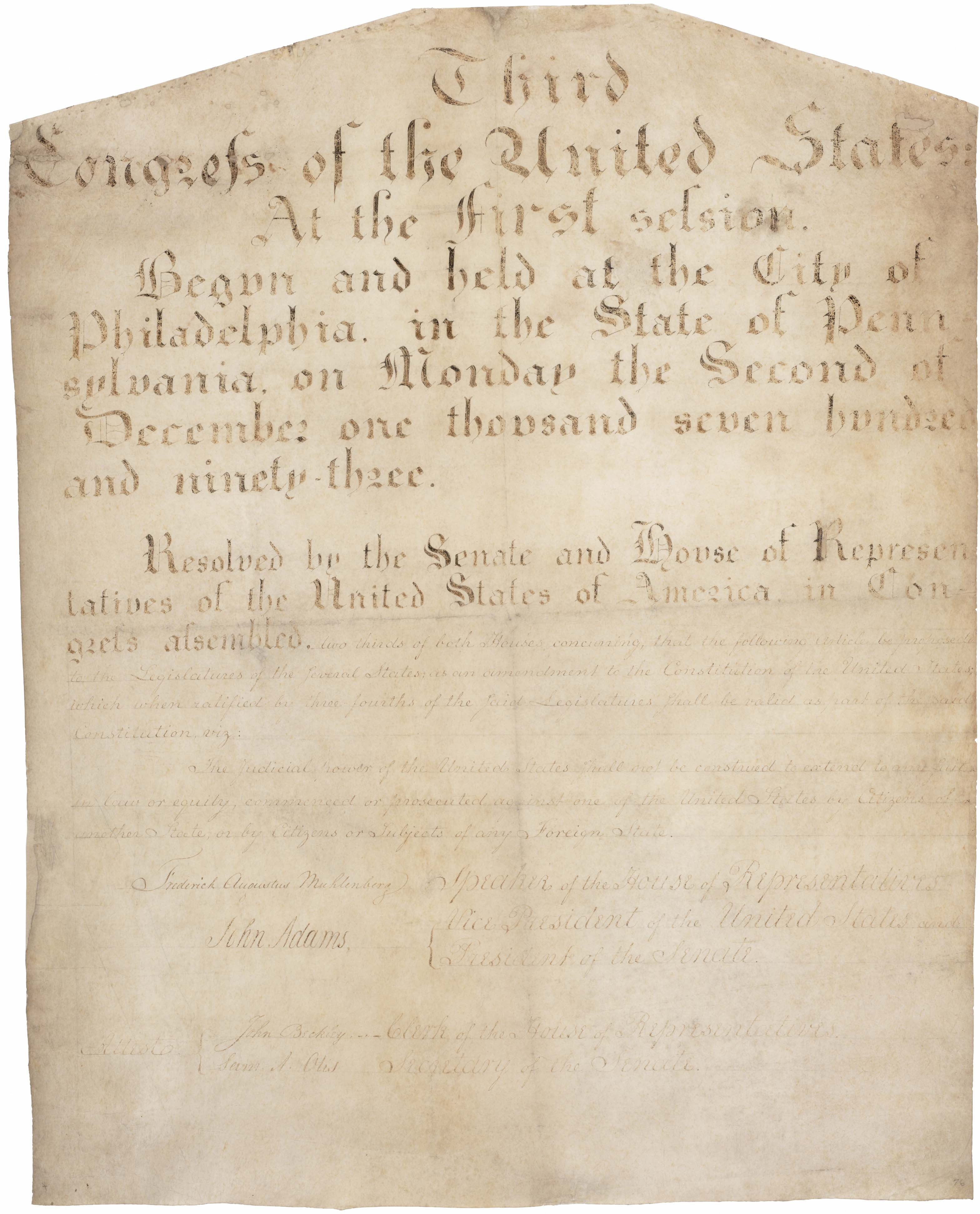
Původní listina s jedenáctým dodatkem Ústavy Spojených států amerických, přijatým 4. března 1794 na 3. zasedání Kongresu

Dodatky k Ústavě, které následovaly po přijetí Listiny práv, pokrývají mnoho témat. Základem většiny z těchto 17 dodatků jsou občanské a politické svobody jednotlivce, ovšem několik z nich také pozměňuje základní konstrukci vlády, jak byla navržena ve Filadelfii roku 1787. Ačkoliv celkem bylo k Ústavě Spojených států schváleno 27 dodatků, uplatňováno jich je pouze 26, neboť 21. dodatek zrušil platnost dodatku 18.
- Jedenáctý dodatek (ratifikován roku 1795) vyjasňuje pravomoci soudů nad cizími státními příslušníky a omezuje možnosti občana jednoho státu žalovat jiný stát u federálních soudů.

- Dvanáctý dodatek (1804) mění způsob průběhu volby prezidenta, a to tak, že volitelé mají nadále odevzdávat hlasovací lístky zvlášť pro prezidenta a zvlášť pro viceprezidenta (namísto dvou hlasů pro prezidenta s tím, že viceprezidentem se stane osoba s druhým nejvyšším počtem obdržených hlasů). Ti, kdo nesplňují ústavní požadavky pro výkon funkce prezidenta nejsou nadále považováni za způsobilé ani pro výkon funkce viceprezidenta. Pokud by nikdo z kandidátů na prezidenta nezískal většinu, zvolí Sněmovna reprezentantů jednoho ze tří kandidátů s největším počtem hlasů, namísto dřívějších pěti. (Toto ustanovení bylo dosud využito jen jednou, a sice při volbě Johna Q. Adamse roku 1824.[88]) Nastane-li taková situace při volbě viceprezidenta, zvolí ho Senát ze dvou kandidátů s největším počtem hlasů. Pokud by sněmovna nezvolila prezidenta do 4. března (původně počátek prezidentského funkčního období), převezme jeho pravomoci zvolený viceprezident, stejně jako v případě úmrtí prezidenta nebo jeho neschopnosti vykonávat úřad. (Toto ustanovení bylo později změno ve 20. dodatku, oddíl 3, podle nějž se tak stane, není-li prezident zvolen do 20. ledna (nový počátek prezidentského období), a v případě, že v danou dobu není zvolen ani viceprezident, určí osobu, která převezme prezidentské pravomoci, zákonem Kongres.) Takové převedení prezidentských pravomocí je jen dočasné a ztrácí platnost po zvolení řádného prezidenta.

- Třináctý dodatek (1865) ruší otrokářský systém a pověřuje Kongres, aby schválil příslušné zákony k prosazení tohoto ustanovení.

- Čtrnáctý dodatek (1868) má pět oddílů.
  - Oddíl 1 definuje, že občanem Spojených států jsou „všechny osoby narozené nebo naturalizované ve Spojených státech a podřízené jejich jurisdikci“, což byla reakce na předchozí rozhodnutí Nejvyššího soudu, podle nějž nebyli za občany považováni černoši. Podle tohoto dodatku také nesmí žádný stát omezovat svobody nebo výsady občanů a zbavovat je života, osobní svobody nebo majetku bez řádného soudu.
  - Oddíl 2 tohoto dodatku stanovil, že množství zastupitelů každého státu se bude nadále odvíjet od celkového počtu obyvatel, z něhož byli vyjmuti pouze Indiáni neplatící daně. Tím zrušil ustanovení článku I Ústavy, podle nějž se při sčítání obyvatel lidé dělili na svobodné a „ostatní“ (tj. otroky), kteří se započítávali jen jako tři pětiny obyvatele. Pokud by nějaký stát odmítl některým obyvatelům právo volit, potom by se příslušným způsobem zmenšilo také jeho zastoupení ve Sněmovně reprezentantů.
  - Oddíl 3 znemožňuje zvolení do Kongresu osobám, které složily přísahu, že budou dodržovat Ústavu, a poté se provinily účastí na povstání nebo vzpourou proti této Ústavě. Kongres však má právo takové omezení práv dvěma třetinami hlasů zrušit.
  - Oddíl 4 reagoval na problémy vzniklé v důsledku občanské války. V oddíle je potvrzena závaznost státního dluhu včetně dluhů v důsledku plateb za služby vykonané při potlačení povstání, dále jsou odmítnuty dluhy učiněné v důsledku podpory povstání proti Spojeným státům a současně jsou odmítnuty výplaty náhrad za ztráty či osvobození otroků.
  - Oddíl 5 pověřuje Kongres, aby ustanovení tohoto dodatku naplnil přijetím odpovídajících zákonů.

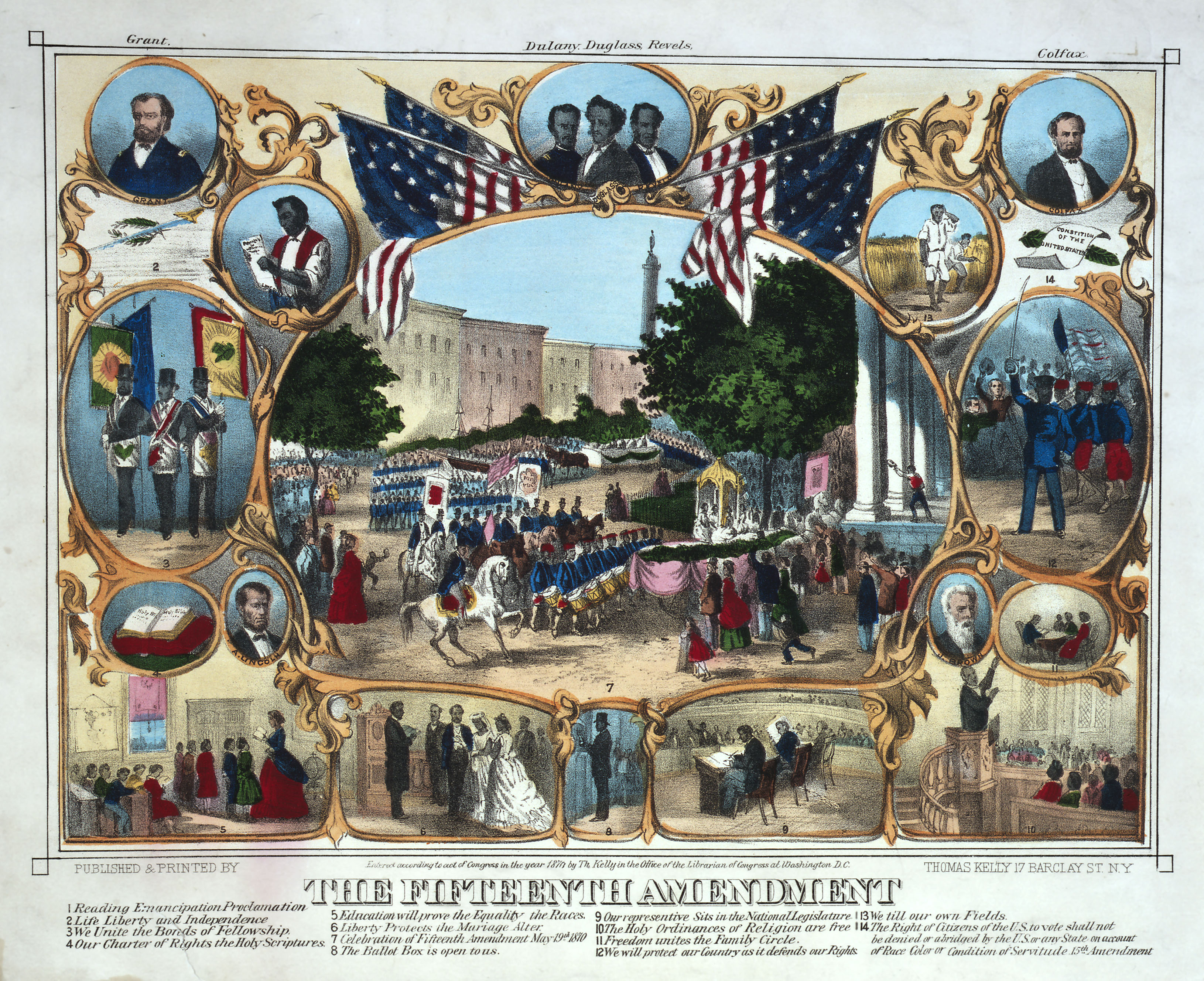
Tiskovina z roku 1870 oslavující 15. dodatek Ústavy, který garantoval americkým černochům volební práva

- Patnáctý dodatek (1870) má dva oddíly.
  - Oddíl 1 zakazuje federální vládě i jednotlivým státům podmiňovat volební právo rasou, barvou pleti nebo tím, zda osoba byla někdy v postavení otroka.
  - Oddíl 2 pověřuje Kongres, aby ustanovení tohoto dodatku naplnil přijetím odpovídajících zákonů.

- Šestnáctý dodatek (1913) dává Kongresu právo nerozdělovat mezi jednotlivé státy vybrané daně z příjmů, a to bez ohledu na jejich zdroj a na výsledky sčítání obyvatelstva.

- Sedmnáctý dodatek (1913) změnil způsob volby senátorů. Článek I oddíl 3 původně stanovoval, že senátory za jednotlivé státy volí zákonodárné sbory těchto států. Podle 17. dodatku jsou senátoři nadále voleni v lidovém hlasování. Rovněž procedura zaplňování uvolněných míst byla změněna takovým způsobem, aby odpovídala novému systému. Pokud se dříve uvolnilo místo senátora, zákonodárný orgán státu, který zastupoval, zvolil na svém nejbližším zasedání nového senátora, přičemž guvernér tohoto státu mohl někoho sám jmenovat na překlenutí období zbývajícího do nejbližšího zasedání. 17. dodatek pověřuje zákonodárné orgány jednotlivých států, aby v případě uvolnění senátorského místa vypsaly lidové volby a případně takového senátora dočasně jmenovaly do doby, než bude znám výsledek voleb.

- Osmnáctý dodatek (1919) má 3 oddíly.
  - Oddíl 1 zakazuje výrobu, prodej, dopravu, dovoz i vývoz omamných nápojů.
  - Oddíl 2 pověřuje Kongres i jednotlivé státy, aby ustanovení tohoto dodatku naplnily přijetím odpovídajících zákonů.
  - Oddíl 3 stanovuje termín, do kdy musí být ratifikován jednotlivými státy, jinak nenabude platnosti, a to do sedmi let od okamžiku, kdy byl Kongresem předložen ke schválení.

Tento dodatek je prvním, jehož ratifikace byla časově omezena. Dřívější návrhy dodatků takové omezení nemívaly a ty, které neprošly ratifikačním procesem úspěšně, stále ještě mohou být teoreticky ratifikovány.[77] Platnost ustanovení 18. dodatku byla zrušena přijetím 21. dodatku roku 1933.

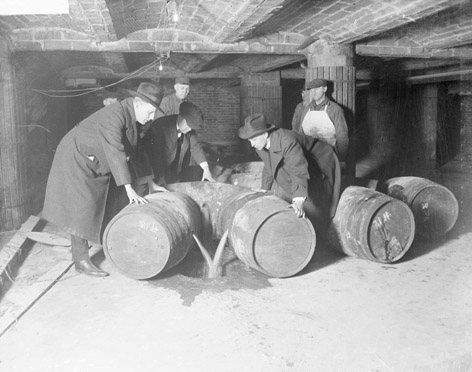
Vylévání sudů s alkoholem během prohibice po přijetí 18. dodatku Ústavy

- Devatenáctý dodatek (1920) zakazuje federální vládě i jednotlivým státům omezovat občanům výkon jejich hlasovacího práva z důvodu pohlaví a pověřuje Kongres, aby ustanovení tohoto dodatku naplnil přijetím odpovídajících zákonů.

- Dvacátý dodatek (1933) mění některé podrobnosti týkající se funkčních období členů Kongresu, prezidenta a viceprezidenta a prezidentského nástupnictví. Dodatek má šest oddílů.
  - Oddíl 1 mění datum konce některých funkčních období. Funkční období prezidenta a viceprezidenta končí 20. ledna ve 12 hodin a funkční období členů Sněmovny reprezentantů 3. ledna ve 12 hodin; rok konce těchto volebních období nebyl změněn a nadále vyplýval z příslušných ustanovení článků I a II. Funkční období jejich nástupců začíná stejným okamžikem.
  - Oddíl 2 stanovuje, že Kongres se musí sejít nejméně jedenkrát ročně. Pokud si sám nestanoví jiné datum počátku svého zasedání, stane se tak vždy v poledne 3. ledna.
  - Oddíl 3 se zabývá prezidentským nástupnictvím. V případě smrti prezidenta se novým prezidentem stane viceprezident. Viceprezident také dočasně vykonává úřad prezidenta, pokud tento nebyl zvolen nebo ještě nepřevzal funkci, a to pouze do té doby, než se tak stane. Pokud by svou funkci nepřevzal ani zvolený prezident ani viceprezident, určí osobu, která se ujme funkce prezidenta, zákonem Kongres, a to opět pouze do doby, než se své funkce ujme zvolený prezident nebo viceprezident.
  - Oddíl 4 dává Kongresu pravomoc vyřešit zákonem případ, že by zemřel jeden z kandidátů na prezidenta, mezi nimiž měla volit Sněmovna reprezentantů v případě, že na ni přešlo takové právo, i případ úmrtí jednoho z kandidátů na viceprezidenta, mezi nimiž měl volit Senát v případě, že na něj přešlo takové právo (viz 12. dodatek).
  - Oddíl 5 stanovuje, že oddíly 1 a 2 nabudou účinnosti 15. října po ratifikaci tohoto článku.
  - Oddíl 6 stanovuje nejzazší termín k ratifikaci dodatku na sedm let.

- Dvacátý první dodatek (1933) má tři oddíly.
  - Oddíl 1 ruší 18. dodatek k Ústavě Spojených států amerických.
  - Oddíl 2 dává jednotlivým státům možnost zakázat převoz či dovoz alkoholických nápojů na jejich území vlastními zákony.
  - Oddíl 3 stanovuje nejzazší termín k ratifikaci dodatku na sedm let.

- Dvacátý druhý dodatek (1951) má dva oddíly.
  - Oddíl 1 zakazuje, aby nějaká osoba byla zvolena prezidentem více než dvakrát. Pokud někdo vykonával funkci prezidenta déle než dva roky během funkčního období, na které byla zvolena jiná osoba, může již být zvolen pouze jednou. Toto ustanovení se však výslovně netýkalo prezidenta úřadujícího v době jeho navržení Kongresem, což umožnilo prezidentu Harrymu S. Trumanovi, který vykonával funkci prezidenta po většinu čtvrtého funkčního období Franklina D. Roosevelta, aby mohl v roce 1952 ještě jednou (byť nakonec neúspěšně) kandidovat.
  - Oddíl 2 stanovuje nejzazší termín k ratifikaci dodatku na sedm let.

- Dvacátý třetí dodatek (1961) sestává ze dvou oddílů.
  - Oddíl 1 stanovuje, že kromě jednotlivých států bude mít své volitele prezidenta a viceprezidenta také District of Columbia, tj. okrsek, na němž leží hlavní město Spojených států Washington. Jejich počet je roven součtu senátorů a poslanců, na který by měl nárok, kdyby byl státem, ovšem nesmí být vyšší než je počet volitelů státu s nejmenším počtem obyvatel.
  - Oddíl 2 stanovuje nejzazší termín k ratifikaci dodatku na sedm let.

- Dvacátý čtvrtý dodatek (1964) má dva oddíly.
  - Oddíl 1 zakazuje federální vládě, aby podmiňovala výkon volebního práva zaplacením jakékoliv volební nebo jiné daně.
  - Oddíl 2 opravňuje Kongres, aby ustanovení tohoto dodatku naplnil přijetím odpovídajících zákonů.

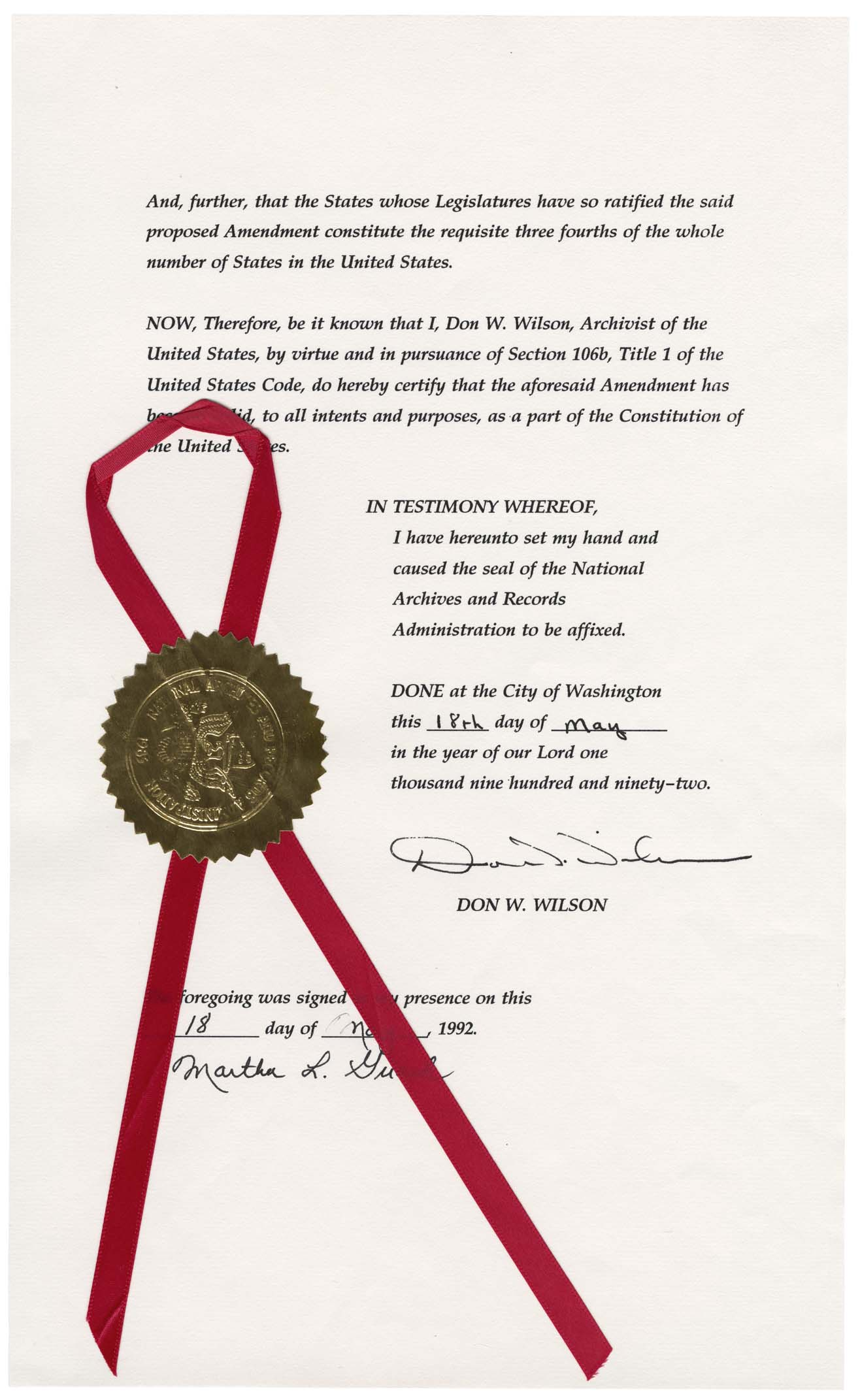
Pečeť na posledním listu 27. dodatku Ústavy Spojených států amerických

- Dvacátý pátý dodatek (1967) pozměňuje některé záležitosti týkající se prezidentského nástupnictví a zastupování. Má čtyři oddíly.
  - Oddíl 1 určuje, aby se v případě, že prezident byl zbaven úřadu, zemřel nebo rezignoval, stal prezidentem dosavadní úřadující viceprezident.
  - Oddíl 2 stanovuje, že pokud by se uvolnil úřad viceprezidenta, jmenuje prezident nového, který musí být schválen většinou hlasů obou komor Kongresu.
  - Oddíl 3 umožňuje prezidentovi dočasně odstoupit z funkce, což může učinit předáním písemného prohlášení prozatímnímu předsedovi Senátu a předsedovi Sněmovny reprezentantů, že není způsobilý vykonávat pravomoci a povinnosti svého úřadu. V takovém případě se úřadujícím prezidentem stává viceprezident, a to až do té doby, dokud zvolený prezident nepředá zmíněným předsedům prohlášení, že důvody jeho dočasného odstoupení pominuly.
  - Oddíl 4 umožňuje, aby byl prezident dočasně zbaven úřadu i v případě, že prohlášení o jeho nezpůsobilosti nepředá on sám, ale učiní tak viceprezident a spolu s ním buď většina vedoucích sekcí exekutivy nebo jiného orgánu, který může Kongres zřídit zákonem. Úřadujícím prezidentem se pak opět stává viceprezident, a to až do doby, než zvolený prezident předá prohlášení, že důvody jeho nezpůsobilosti pominuly. Stane-li se tak, může se znovu ujmout funkce, pokud viceprezident s vedoucími sekcí exekutivy nebo jiného orgánu, který může Kongres zřídit, nepředá opětovné prohlášení o jeho nezpůsobilosti. Takový spor potom rozhoduje Kongres, přičemž ke zbavení prezidenta způsobilosti vykonávat úřad je potřeba dvoutřetinové většiny v obou jeho komorách.

- Dvacátý šestý dodatek (1971) má dva oddíly.
  - Oddíl 1 snižuje hranici pro výkon volebního práva na 18 let věku (namísto předchozích 21 let).
  - Oddíl 2 opravňuje Kongres, aby ustanovení tohoto dodatku naplnil přijetím odpovídajících zákonů.

- Dvacátý sedmý dodatek (1992) nařizuje, aby jakékoliv zvýšení nebo snížení náhrad pobíraných senátory nebo členy Sněmovny reprezentantů vstoupilo v platnost až po nejbližších volbách do Sněmovny reprezentantů. Jde o zatím poslední ratifikovaný dodatek k Ústavě Spojených států amerických.[1][69]

### Neratifikované dodatky
Kongres za dobu platnosti Ústavy navrhl k ratifikaci celkem 33 dodatků, z nichž 6 nebylo ratifikováno potřebnou většinou třech čtvrtin států. Čtyři z těchto šesti stále mohou být teoreticky přijaty. Počínaje 18. dodatkem z roku 1917 je často součástí navržených dodatků klauzule stanovující, dokdy musí být schválen; nestane-li se tak, je po tomto datu ratifikace ukončena jako neúspěšná. Z novějších dodatků tuto klauzuli neměly pouze 19. dodatek (volební právo žen), 23. dodatek (volební hlasy pro District of Columbia), 24. dodatek (zákaz volební daně), 25. dodatek (prezidentské nástupnictví), 26. dodatek (věk opravňující k účasti na volbách), dodatek o dětské práci (navržen roku 1924 a stále neratifikován) a dodatek o rovnoprávnosti (navržen roku 1972 a stále neratifikován).
Neratifikované dodatky, které nemají stanovenou lhůtu ratifikace:
- Dodatek o rozdělení Kongresu, navržený 25. září 1789 na 1. zasedání Kongresu, upřesňoval výpočet počtu členů zasedajících ve Sněmovně reprezentantů po každém sčítání lidu konaném každých deset let.[77] Dodatek ratifikovalo nejprve 10 ze 14 států, takže těsně neprošel, později ho ratifikovalo ještě Kentucky (v červnu 1792, hned poté, co získalo status státu Unie), avšak ani to ke schválení nestačilo (nový poměr byl 11 z 15).
- Dodatek o šlechtických titulech, navržený 1. května 1810 na 11. zasedání Kongresu, by v případě schválení znamenal, že každý Američan, který přijme šlechtický nebo jiný čestný titul cizí mocnosti, bude zbaven amerického občanství.[77] Dodatek ratifikovalo 12 ze 17 států, takže těsně neprošel. Občas se vyskytují názory, podle nichž byl dodatek ve skutečnosti schválen, ale musel ustoupit vlivu právníků, bankéřů a zahraničních zájmů. Tato konspirační teorie, založená především na faktu, že krátce po svém projednání se tento dodatek objevil v některých publikacích Ústavy, však byla důkladně vyvrácena.[89]
- Tzv. Corwinův dodatek, navržený 2. března 1861 na 36. zasedání Kongresu by znamenal zákaz jakýchkoliv pokusů přijímat k ústavě dodatky umožňující federální vládě zasahovat do vnitřního zřízení jednotlivých států.[77] Autoři dodatku tímto hodlali zachovat otroctví ve státech, kde již bylo zavedeno. Dodatek stihli před vypuknutím občanské války ratifikovat pouze zákonodárci států Ohio a Maryland. Kromě toho byl schválen také na ústavním konventu státu Illinois.[90] Po občanské válce pak byly přijaty dodatky (13., 14. a 15.), které dosáhly úplného opaku toho, co zamýšlel Corwinův dodatek.
- Dodatek o dětské práci, navržen 2. června 1924 na 68. zasedání Kongresu. Podle jeho ustanovení by Kongres měl možnost omezovat, regulovat a zakazovat práci osob mladších 18 let.[77] Ačkoliv tento dodatek může být stále teoreticky ratifikován, je velmi nepravděpodobné, že by se tak stalo, neboť Kongres již v tomto ohledu přijal řadu zákonů na základě oprávnění, které mu dávají některá ustanovení oddílu 8 článku I Ústavy.

Kromě těchto dodatků byly Kongresem schváleny ještě dva další dodatky, jimž však vypršela lhůta k ratifikaci:
- Dodatek o rovnoprávnosti, který stanovoval, že Spojené státy ani žádný jednotlivý stát Unie nesmí nikomu upřít nebo krátit žádná práva z důvodu jeho pohlaví.[77] Tento dodatek byl poprvé představen již roku 1923,[91] ovšem nakonec Kongresem prošel až roku 1972. Dodatek neobsahuje žádné ustanovení o lhůtě pro ratifikaci, 7letá lhůta však byla součástí usnesení Kongresu doprovázejícího návrh k ratifikaci. Prvních 30 států dodatek přijalo velmi rychle, pak se však vlivem antifeministických hnutí tempo zpomalilo. Jako 35. v pořadí (a dosud poslední) stát ratifikovalo dodatek roku 1977 Idaho. Nepomohlo ani, když Kongres schválil 3leté prodloužení lhůty do 30. června 1982.[92]
- Dodatek o zastoupení hlavního města Washingtonu, D.C. v Kongresu, navržený 22. srpna 1978 na 95. zasedání Kongresu. Kdyby byl tento dodatek přijat, získal by District of Columbia stejné zastoupení v Kongresu, jako by byl státem Unie, tj. dva senátory a nejméně jednoho člena Sněmovny reprezentantů.[77] Dodatek ratifikovalo pouze 16 států (místo požadovaných 38). Sedmiletá schvalovací lhůta vypršela 22. srpna 1985.

## Kritické ohlasy

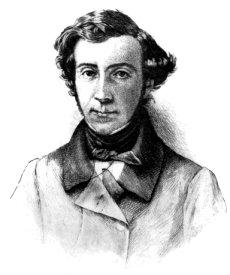
Alexis de Tocqueville varoval Spojené státy před diktátem většiny.

V době přijetí americké demokratické ústavy zaznívaly obavy z některých jejích možných dopadů, a to i od jejích zastánců. Například francouzský historik a politický myslitel Alexis de Tocqueville, jinak zastánce reformních demokratických myšlenek, varoval před nestabilitou, která podle něj plynula z neustálé výměny zastupitelů představujících zákonodárnou moc, a zejména před diktátem většiny. Ve své knize De la démocratie en Amérique (česky vyšlo pod názvem Demokracie v Americe) mimo jiné psal: „Většina má tedy ve Spojených státech obrovskou faktickou moc … a jakmile se jednou v některé otázce ustaví, neexistují takřka překážky, které by mohly ne snad zastavit, ale ani zpomalit její postup a poskytnout jí čas, aby vyslechla stesky těch, které na své cestě drtí.“
Různá existující či naopak chybějící ustanovení Ústavy Spojených států amerických bývají i dnes občas kritizována některými americkými akademiky. Některé z námitek shrnul americký politolog Larry Sabato z Virginské univerzity v knize A More Perfect Constitution. Sabato mimo jiné žádá přijetí dodatku, který by organizoval primární volby. V současné době se podle něj státy předhánějí, ve kterém z nich proběhnou dříve, takže ve většině z nich tyto volby připadají na začátek volebního roku, dlouho před vlastními volbami, což podle něj vede k uspěchaným rozhodnutím voličů a může snižovat volební účast. Ústavu také viní z toho, že umožňuje americkým prezidentům pokračovat v nepopulárních válkách, a kritizuje požadavek, že prezident musí být od narození občanem Spojených států. Také se mu nelíbí definitiva soudců Nejvyššího soudu, jejímž výsledkem jsou podle něj staří soudci s názory odpovídajícími spíše minulým generacím než současné době. Nežádoucí je podle něj také fakt, že všechny státy mají v Senátu stejné zastoupení, bez ohledu na to, kolik mají obyvatel. Uvádí, že kdyby se 26 nejméně lidnatých států domluvilo a hlasovalo jednotně, získalo by pod kontrolu celý Senát, přestože v nich žije jen 17 procent obyvatelstva.
Sanford Levinson, specialista na americké ústavní právo, také poukázal na fakt, že malé státy mají v Senátu stejné zastoupení jako státy velké. Například stát Wyoming disponuje v této komoře Kongresu stejným počtem hlasů jako Kalifornie, která má přibližně 70krát větší počet obyvatel. Tento nepoměr podle něj způsobuje vytrvalé přerozdělování zdrojů z velkých států do malých. Další kritiku směřoval na ustanovení týkající se sboru volitelů, které umožňuje, aby se americkým prezidentem stal člověk, který nezískal většinu hlasů. Případ, kdy sbor volitelů zvolil prezidenta, který nevyhrál lidové hlasování, nastal během historie Spojených států již čtyřikrát: roku 1876 (Rutherford B. Hayes), 1888 (Benjamin Harrison), 2000 (George W. Bush) a 2016 (Donald Trump). Dále americká ústava podle Levinsona nedává lidem možnost dostatečně rychle odstranit z úřadu neschopné nebo nemocné prezidenty. Jiní zase často kritizují tzv. gerrymandering, tj. proces, kterým se politické strany snaží získat výhodu pomocí změn geografických hranic volebních okrsků.
Další americký politolog, Robert A. Dahl z Yaleovy univerzity, ve své knize How Democratic Is the American Constitution? také popisuje některé aspekty amerického vládního systému, které jsou podle něj „neobvyklé a potenciálně nedemokratické“, jako federální systém, dvoukomorové zákonodárství, soudní přezkoumání ústavnosti, prezidentský systém či systém volby prezidenta sborem volitelů. Jako hlavní problém však vidí spíše tendenci Američanů Ústavu příliš uctívat.
Ozývají se proto hlasy, že Ústava potřebuje reformu. Podle Sabata přitom sama nabízí prostředek, jak reformy dosáhnout – jedno z ustanovení článku V totiž umožňuje svolat další ústavní konvent. Na stejné ustanovení se odvolává také Richard Labunski, autor knihy The Second Constitutional Convention, který však poukazuje na obtíže, nutné k překonání zaběhnutého systému. Politiky by podle něj ke svolání nového ústavního konventu mohl přinutit pouze soustředěný nátlak veřejnosti. Přes tyto hlasy však například Dahl, jinak vůči Ústavě kritický, naopak věří, že není důvod volit takové krajní řešení.

## Celosvětový vliv
Ústava Spojených států amerických do jisté míry inspirovala tvůrce ústav dalších nových demokratických režimů a stala se modelem republikánské vlády, a to především oddělením těch, kdo státu vládnou, od těch, kdo mu dávají zákony. Nejenže některé ústavy mají podobný styl nebo dokonce celé pasáže, ale hlavně kladou podobný důraz na vládu práva a uznání práv jednotlivce.
Americký historik George Athan Billias ve své knize American constitutionalism heard round the world, 1776–1989: a global perspective popisuje sedm vln demokratizace, během nichž inspirovala americká ústava některé státy po celém světě: V letech 1776–1800 ovlivnila severozápadní Evropu. Po roce 1811 měla vliv na ústavy nových republik v Latinské Americe a Karibiku. Nová vlna inspirace americkou ústavou proběhla Evropou během revolučního roku 1848 a po něm, a další pak Asií a znovu Latinskou Amerikou po vyhrané španělsko-americké válce roku 1898, po níž Spojené státy stanuly na pozici světové velmoci. Následné dvě vlny pak byly tvořeny ústavami nově vzniklých států po obou světových válkách a poslední z nich v letech 1974–1989, kdy se mnoho zemí s autoritativními režimy přeměnilo na ústavní demokracie. Jednou z těchto ústav byla také např. Ústavní listina Československé republiky z roku 1920, inspiraci americkým vzorem nezapře především formulace její preambule. Přesto nelze vliv americké ústavy na tyto procesy přeceňovat, mnohdy byl spíše omezený nebo alespoň nepřímý, neboť demokratizující se země se často inspirovaly také britským či francouzským modelem demokracie.
Britský historik Paul Johnson zase poukázal, že země, které usilují o zavedení federálního systému, by se měly od Spojených států inspirovat spíše způsobem vytváření nové ústavy, který ke své škodě často přehlížely či přehlížejí, ať už se jednalo o tvorbu ústavy bývalé Jugoslávie, Sovětského svazu, Středoafrické federace, Malajsijské federace či dokonce Evropské unie.

### Překlady
Ústava Spojených států byla přeložena do mnoha jazyků a tyto překlady jsou často veřejně k dispozici v knihovnách či na internetových stránkách různých vládních úřadů, univerzit či soukromých nadací a společností.
Americký úřad Federal Judicial Center, který se zabývá mimo jiné také historií amerického federálního soudnictví, odkazuje na svých stránkách na různé materiály týkající se vládního a soudního systému Spojených států. Stránky obsahují mimo jiné také překlady Ústavy Spojených států do arabštiny, francouzštiny, němčiny, italštiny, japonštiny, korejštiny, portugalštiny, ruštiny, čínštiny a španělštiny. Historická filadelfská společnost (Historical Society of Philadelphia) má také v databázi několik publikací s překlady Ústavy Spojených států do různých jazyků. Ministerstvo zahraničních věcí Spojených států vydalo oficiální španělský překlad Ústavy, doplněný poznámkami vysvětlujícími různé problémy a odlišnosti jazykového překladu. Oficiální překlady na svých internetových stránkách poskytují často také jednotlivá velvyslanecká zastoupení v nejrůznějších zemích (viz některé odkazy níže). V češtině byla americká ústava vydána knižně mimo jiné roku 1990 v nakladatelství Reflex nebo také jako součást českého překladu knihy George Tindalla a Davida Shi A Narrative History (český název: Dějiny Spojených států amerických), kterou v rámci své edice Dějiny států vydalo roku 1996 Nakladatelství Lidové noviny.
Některé z překladů dostupných online:
| Jazyk       | Odkaz           |
| ----------- | --------------- |
| Arabsky     | [ 110 ]         |
| Čínsky      | [ 111 ] [ 112 ] |
| Finsky      |                 |
| Francouzsky |                 |
| Gruzínsky   |                 |
| Hebrejsky   |                 |
| Maďarsky    |                 |
| Německy     | [ 113 ]         |
| Nizozemsky  | [ 114 ]         |
| Italsky     |                 |
| Japonsky    |                 |
| Korejsky    |                 |
| Portugalsky |                 |
| Rusky       |                 |
| Slovensky   |                 |
| Španělsky   | [ 115 ]         |
| Švédsky     |                 |
| Thajsky     |                 |